# PAOK Thessaloniki (Basketball)
PAOK Thessaloniki BC (griechisch ΠΑΟΚ Θεσσαλονίκη ΚΑΕ, ΠΑΟΚ vollständig Πανθεσσαλονίκειος Αθλητικός Ομιλος Κωνσταντινουπολιτών Panthessalonikeios Athlitikos Omilos Konstantinoupoliton) ist eine griechische Basketballmannschaft aus der nordgriechischen Stadt Thessaloniki. Der Verein spielt derzeit in der griechischen A1-Liga, der höchsten Liga des Landes. Die Basketballabteilung von PAOK Thessaloniki gehört zu den traditionsreichsten in Griechenland. Neben fünf nationalen Titeln konnte der Verein 1991 sowie 1994 auch international Auszeichnungen sammeln. Zu den bekanntesten ehemaligen Spielern gehören u. a. Branislav Prelevic, John Korfas, Efthimios Rentzias, Panagiotis Fasoulas und der NBA-Star Peja Stojaković.

## Geschichte

### Die Anfänge (1926–1945)

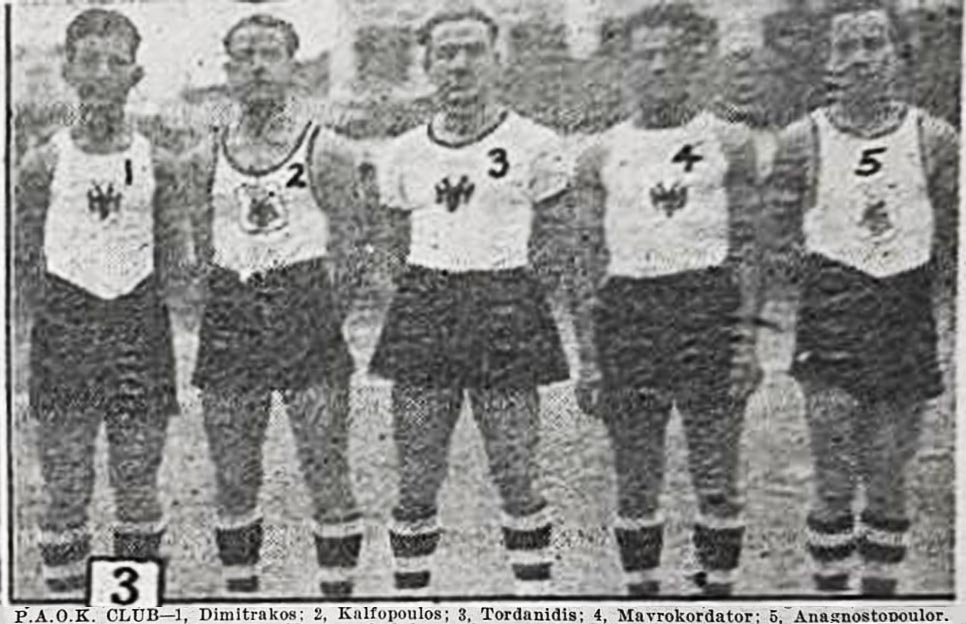
Die Anfangsformation des PAOK B.C. aus dem Jahre 1926

Der Gesamtklub PAOK (Panthessalonikischer Sportclub der Konstantinopoliten) wurde im Jahr 1926 in Thessaloniki hauptsächlich von vertriebenen Griechen aus Konstantinopel, dem heutigen Istanbul, gegründet. Im gleichen Jahr wurde durch Alekos Alexiadis die Basketballabteilung ins Leben gerufen. Das erste dokumentierte Spiel soll die Niederlage gegen den armenischen Klub Thessalonikis am 19. Oktober 1926 sein. Dieses erste dokumentierte Spiel endete 22:10 und fand als Vorbereitungsspiel zur Stadtmeisterschaft statt, die nur einige Tage später starten sollte. Das erste offizielle Spiel, das sicher überliefert ist, fand am 24. Oktober 1926 statt, in dem PAOK gegen den Stadtrivalen Aris Thessaloniki mit 14:12 gewann.

### Die Etablierung (1945–1970)

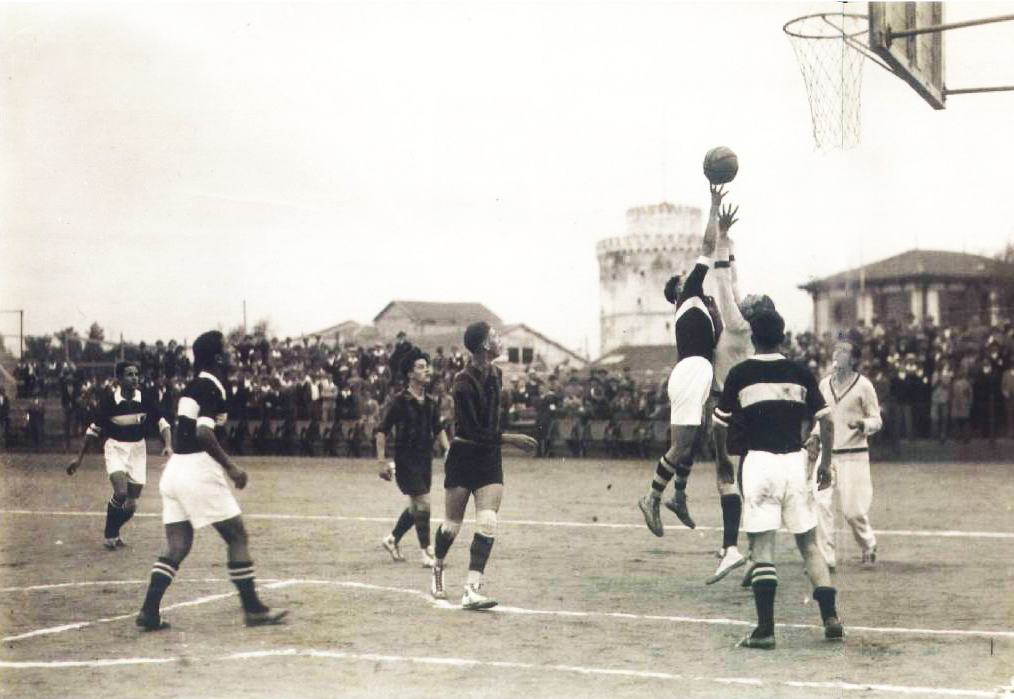
PAOK B.C. vs. HANTH im alten HATNH-Stadion.

Während des Zweiten Weltkrieges stellte PAOK Basketball den Betrieb gezwungenermaßen, wie so viele Sportklubs in Griechenland, ein, um direkt nach der Kriegszeit wieder durch den Gründer erneut organisiert zu werden. Die Nachkriegszeit ist geprägt von Erfolgen, die im Gewinn der ersten Meisterschaft 1959 münden. In der ersten Meisterschaftssaison kam es am Ende der Endrunde zu einem Gleichstand in der Tabelle zwischen PAOK B.C., Aris Thessaloniki und Sporting Athen. Im letzten und entscheidenden Spiel gewann PAOK B.C. gegen Aris Thessaloniki unter dem Spielertrainer Irakleos Klangas im heimischen Stadion und entschied somit das Titelrennen für sich. Orestes Angelidis, ein weiterer Hauptakteur des ersten Titelgewinns, sollte nach seiner aktiven Laufbahn und in den 1970er Jahren als Trainer des Klubs fungieren, ähnlich wie eine weitere Legende des Vereins, Georgios Ikonomou.
Das Erringen der ersten Meisterschaft gab dem Klub die Möglichkeit, im europäischen Landesmeisterwettbewerb seine ersten internationalen Spiele gegen CSA Steaua București zu bestreiten. Der Klub musste allerdings zwei Niederlagen einstecken, im ersten Spiel wurde 61:80 und im zweiten 60:79 verloren. Im Folgejahr bewies der Klub, dass er nicht durch Zufall Meister geworden war. Im Jahr 1960 wurde man Vizemeister. Im gleichen Jahr gewann das Team ein anerkanntes Basketballturnier in Lüttich. Dieses Ereignis sollte dazu führen, dass die damalige Fangemeinde dem Team bereits an der Grenze zu Jugoslawien einen euphorischen Empfang bereitete.
In den Folgejahren war die Zeit von Unbeständigkeit geprägt. In den Spielzeiten 1962–1963 und 1963–1964 spielte man sogar das erste und bis dato letzte Mal in der zweiten griechischen Spielklasse, bis man dann zur Saison 1964–1965 wieder aufstieg.
Im Jahr 1967 wurde die Frauenmannschaft des Basketball Klubs ins Leben gerufen.

### Von den wilden 1970er Jahren zur Vezirtzis-Ära (1970–1991)
Die nächste Teilnahme an einem internationalen Wettbewerb kam erst in den 1970er Jahren und zwar im Korac Cup, wo man in der Saison 1974/75 auf KK Bosna traf und in der Folgesaison im gleichen Wettbewerb gegen den französischen Klub Le Mans Moderne spielte. In den 1970er Jahren konnte der Klub nicht in den Top 3 der Liga gelangen. Als höchste Platzierung konnte in den Jahren 1973–1975 jeweils der vierte Platz erreicht werden.
Manthos Katsoulis
In dieser Zeit sollte eine weitere große Persönlichkeit und spätere Legende des Vereins seine aktive Laufbahn starten, in bereits jungen Jahren stieß Manthos Katsoulis zum Klub. Ein 2,05 m großer Center und außergewöhnlicher Scorer, der im Jahr 1977 im entscheidenden Spiel um den Klassenerhalt gegen Dimokritos seine 28 Punkte beisteuerte und somit den Sieg mit 65:53 sicherte. Der Stern des Manthos Katsoulis sollte zu der Zeit aufgehen, obwohl es für den Klub nicht so gut lief und an Konstanz fehlte. Katsoulis hat von 1975 bis 1988 und in insgesamt 14 Spielzeiten und 274 Erstligaspielen 5.227 Punkte für PAOK erzielt, was ihm bis heute (Stand 2018) den ersten Platz der vereinsinternen ewigen Scorertabelle beschert. Manthos Katsoulis hat in der Saison 1982/83 College Basketball bei den McGill Redmen and Martlets der kanadischen McGill University in Montreal gespielt, was ihm eine Saison Abstinenz von seinem Heimatklub beschert hat. Später in seiner Karriere wechselte Katsoulis zum Stadtrivalen Aris Thessaloniki, was von vielen Emotionen seitens der PAOK-Anhängerschaft begleitet war. Katsoulis sollte danach noch drei Jahre, von 1990 bis 1993, für Iraklis Thessaloniki spielen und anschließend für eine Spielzeit zum Makedonikos wechseln. Somit ist Katsoulis einer der wenigen Spieler in der Geschichte der ersten Liga, der in allen vier großen Klubs der Stadt gespielt hat.
Der Vezirtzis-Plan
Die fehlende Konstanz sollte erst mit dem Einstieg von Nikolaos Vezirtzis Anfang der 1980er Jahre als Präsident des Klubs und durch seine Planung des Kaders einkehren. So wurde für die damalige Zeit eine hohe Summe für den Spieler Nikos „Magic“ Stavropoulos bezahlt, den man aus Larissa holte. Ebenfalls in der Saison 1983/84 wurden die ersten Amerikaner in den Kader eingebaut. Es handelte sich um Billy Warner und den Center Dick Mumma. Aus der Akademie des Klubs bereits im Kader war Panagiotis „Spiderman“ Fasoulas. Im Jahr 1986 holte man aus Malibu, Kalifornien und dem Pepperdine College John „Ten Ten“ Korfas. Somit wurde Jahr für Jahr in das Gerüst der Mannschaft investiert.
| Jahr    | Platzierung | Spiele | Siege | Niederlagen | Punkte | Kassierte Punkte |
| 1980/81 | 6           | 26     | 14    | 12          | 1866   | 1907             |
| 1981/82 | 3           | 26     | 20    | 6           | 2026   | 1740             |
| 1982/83 | 2           | 26     | 23    | 3           | 2315   | 1815             |
| 1983/84 | 3           | 26     | 21    | 5           | 2132   | 1719             |
| 1984/85 | 2           | 26     | 22    | 4           | 2254   | 1816             |
| 1985/86 | 5           | 26     | 19    | 7           | 2180   | 1972             |
| 1986/87 | 2           | 18     | 14    | 4           | 1580   | 1323             |
| 1987/88 | 2           | 18     | 14    | 4           | 1399   | 1252             |
| 1988/89 | 2           | 18     | 15    | 3           | 1801   | 1463             |
| 1989/90 | 1           | 22     | 20    | 2           | 2199   | 1711             |
| 1990/91 | 2           | 22     | 20    | 2           | 2125   | 1627             |
| ------- | ----------- | ------ | ----- | ----------- | ------ | ---------------- |

Branislav „Bane“ Prelevic
Durch weitere Transfers wie die der späteren Klublegende Branislav „Bane“ Prelevic von KK Roter Stern Belgrad in der Saison 1988/89 sollte das letzte Puzzlestück für die goldene Ära der 1990er Jahre gelegt werden. Die weiteren Jahre waren geprägt durch die Finalserien gegen den Stadtrivalen Aris Thessaloniki, in denen man bis zum Jahr 1991 einige nationale Vizemeisterschaften holte. Bane Prelevic sollte die Ikone der Fans des Klubs werden. Er sollte von 1988 bis 1996 und in der Saison 1999/2000 für den Klub spielen. In der Saison 2001/02 war er Assistenztrainer und half dem Klub in einer schwierigen Zeit von 2002 bis 2005 als Cheftrainer aus. Von 2011 bis 2019 war Prelevic Präsident und damit 1. Vorsitzender des Führungsgremiums. Damit ist Branislav Prelevic der erste, der den Klub aus allen vier Positionen heraus gedient hat. Am 1. April 2023 wurde, in einer historisch für den Klub erstmaligen Geste, das Trikot von Prelevic an die Hallendecke gehängt und somit seine Nummer 7 als nicht mehr zu vergebend eingestuft. Eine Ehre für die sich die Klublegende im Kreise seiner Familie und vieler ehemaliger Mitspieler bedankte. Er selbst sprach in einer ausverkauften PAOK Sports Arena davon, dass die Klubführung schon einige Jahre eher die Ehrung durchführen wollte, er aber dagegen war und eher für die Vergabe der Nummer an den besten Spieler der Mannschaft der jeweiligen Saison plädierte. Am Ende waren es seine Töchter und der Vorstand des Klubs selbst die ihm von der Ehrung überzeugen konnten.

### Die goldene Dekade (1991–1999)
In der Elite Europas
Die 1990er Jahre sollten die erfolgreichsten der Klubgeschichte werden. Im Jahr 1991 holte man den Europapokal der Pokalsieger gegen CAI Saragossa in einem spannenden Finale. In der Folgesaison 1991/92 sollte man erneut das Finale des gleichen Wettbewerbs erreichen, wo man allerdings gegen Real Madrid den Titel nicht verteidigen konnte. In der gleichen Saison und mit der serbischen Trainerlegende Dusan Ivkovic wurde der Titel in den Finalserien gegen Olympiakos Piräus geholt und der erste nationale Meisterschaftstitel seit 1959 gefeiert.
In der Folgesaison 1992/93 mit einer der besten „Starting Five“ der Klubgeschichte, bestehend aus Panagiotis Fasoulas, Branislav Prelevic, Ken Barlow, John Korfas und dem damaligen amtierenden NBA-Champion der Chicago Bulls Clifford „Good News“ Levingston erreichte man das FIBA Final Four in Piräus, wo man den dritten Platz erreichte. Nach dem Erreichen des dritten Platzes in Europa sollte die Ära von Nikolaos Vezirtzis endgültig enden, und die Klubanteile an Apostolos Ikonomidis übergehen.
In der Saison 1993/94 erreichte das Team unter seiner präsidialen Führung das Finale des Korac Cups gegen Stafanel Trieste und gewann damals als erstes griechisches Team einen zweiten europäischen Titel. In der Saison 1994/95 konnte das Team um Sakis Laios und den Kapitän Branislav Prelevic den griechischen Pokal gewinnen.
Große Namen
In diesem goldenen Jahrzehnt brachte die Akademie der Basketballabteilung eines der größten Talente Europas hervor, bzw. übernahm dieses und entwickelte es weiter. Peja Stojaković wechselte nach nur zwei Spielzeiten von KK Roter Stern Belgrad nach PAOK, wo er mit 16 Jahren ins Profiteam kam, und in der Zeit von 1994 bis 1998 den Korac Cup, den griechischen Pokal, gewann, 1998 zum MVP der griechischen Liga wurde und zum Euroleague-Top-Scorer avancierte. Er wurde nach dem Jahr 1998 von den Sacramento Kings „gedraftet“, im weiteren Verlauf seiner Karriere dreimal ins NBA-All-Star-Team berufen und 2011 sogar NBA-Champion mit den Dallas Mavericks. In der Saison 1994/95 stieß Matt Bullard von den Houston Rockets ins Team. Damit konnte zum zweiten Mal, nach Levingston, der zu seiner Zeit als Champion aus Chicago geholt werden konnte, ein amtierender NBA-Champion verpflichtet werden. Matt „Air“ Bullard, wie er bereits zu Rockets Zeiten liebevoll gerufen wurde, verhalf dem Klub zum griechischen Pokalsieg in der gleichen Saison und sollte dann wieder in der Folgesaison zur NBA zurückkehren.
Ein weiterer großer Spieler stieß zu dieser Zeit aus der NBA ins Team von PAOK. Im Jahr 1996 kam Scott Skiles von den Philadelphia 76ers nach Thessaloniki, zu einer Zeit, als der Klub mit Spielerverträgen und dem Trainer Michel Gomez Probleme und Differenzen hatte, die sich auch auf Scott Skiles übertrugen, der infolgedessen mitten in der Saison um die Auflösung seines Vertrages bat. Statt Skiles aus dem Vertrag zu entlassen, wurde dieser vom damaligen Präsidenten Lakis Alexopoulos zum Trainer berufen und der Coach Gomez entlassen. Skiles führte den Klub zu einem Siegesrekord in der Saison 1996/97, obwohl drei hochkarätige Spieler über die Saison hinweg fehlten. Der Klub wurde in der Liga dritter und qualifizierte sich für die EuroLeague der folgenden Saison. Für Scott Skiles begann seine Trainerkarriere in PAOK und er führte diese in der NBA weiter, wo er Teams wie die Phoenix Suns, die Chicago Bulls und die Milwaukee Bucks trainierte.
Die letzten großen Erfolge
Erneut in einem europäischen Finale unterlag PAOK in der Saison 1995/96 in Vitoria gegen das heimische Team Taugres Vitoria um den FIBA Saporta Cup. In der Saison 1997/98 wurde man in den Finalserien um die griechische Meisterschaft Vizemeister und unterlag in Spielen Panathinaikos Athen.
In der Saison 1998/99 holte man erneut den griechischen Pokal und unter dem Trainer Konstantinos Flevarakis beendete man die erfolgreichste Dekade der Klubgeschichte.

### Die Lange Zeit der Stagnation (1999–2020)

Vereinslogo von 1999–2009

#### Häufige Führungswechsel (1999–2009)
In der Finalserie 1999/2000 wurde man Vizemeister und unterlag Panathinaikos Athen. Dies bedeutete gleichzeitig das Ende einer erfolgreichen Dekade und den Beginn einer turbulenten Zeit.
Mit dem Wechsel des Klubeigners und dem finanziellen Öffnen durch ein hohes Budget, Einkäufe von hochklassigen Spielern wie Panagiotis Liadelis, Georgios Sigalas, Angelos Koronios und Frédéric Weis schafft es der Klub nicht, die Erfolge einzufahren, die man sich versprochen hatte und gerät dadurch in einen finanziellen Engstand. Sehr häufig wechselt in dieser schwierigen Dekade das Führungsgespann des Klubs. Im Januar 2004 geht die Präsidentschaft an Takis Paneloudis über, dessen Versuche, den Klub zu stabilisieren, an dem hohen Schuldenstand scheitern. Eine provisorische Leitung wird gegründet, die Übergangspräsidentschaft übernimmt Evangelos Galatsopoulos, der in der Saison 2008/09 tatsächlich die Weichen für Strukturen stellen kann, indem er im Sommer 2009 die Präsidentschaft an Miltiadis Kanotas übergibt, der als erstes mit Stavropoulos einen technischen Direktor installiert, der als Legende des Klubs von Fans und Umfeld gut aufgenommen wird.
Die Akademie als Rettungsanker
In den Folgejahren versuchen altgediente Spieler und Funktionäre, den Klub vom Abtauchen in die Bedeutungslosigkeit zu bewahren, und bauen junge Talente der eigenen Akademie ein. Spieler wie Konstantinos Vasiliadis, Dimitrios Verginis, Loukas Mavrokefalidis und Panagiotis Vasilopoulos sorgen über die Jahre für eine gut besuchte Arena und eine Konstanz, die den Klub vor dem Aus bewahrt.

#### Der Umbruch unter dem Präsidenten Brelevic (2009–2020)
Seit der Saison 2009/10 sind die wichtigsten Positionen in den Führungsetagen durch Legenden des Klubs besetzt, wie die des Sportdirektors durch Nikos Stavropoulos und die des Teammanagers mit Tellis Zournatzidis. Branislav Prelevic übernahm das Präsidentenamt im Jahr 2011. Dieses Führungsgespann führt von Jahr zu Jahr den Klub aus den Schulden und schafft den Spagat zwischen den europäischen Wettbewerben und der Konsolidierung des Klubs. Es gelingt für drei Spielzeiten in Folge, und zwar von der Saison 2012/13 bis zur Saison 2014/15, mit Prime Insurance, einem großen griechischen Versicherungsunternehmen mit Hauptsitz in Athen, einen solventen Hauptsponsor ans Land zu ziehen. Weiterhin konnte das Marketing das Programm „Die 300 des PAOK“ ins Leben rufen, eine Ansammlung mehrerer kleinerer Sponsoren, die einen großen Teil zur finanziellen Gesundung des Klubs beitragen konnten. Man setzte im Trainerposten durch Anastasios Markopoulos, der in der Saison 2013/14 zum Trainer des Jahres in der griechischen Liga gewählt worden war, auf Konstanz, und baute junge einheimische Talente wie z. B. Leonidas Kaselakis und Nikolaos Pappas in den Kader ein, die durch talentierte Spieler aus den Collegemannschaften der Vereinigten Staaten von Amerika wie z. B. D. J. Cooper und Jake Odum flankiert wurden. So etablierte sich das Team im ULEB EuroCup von 2010 bis 2016 und letztendlich ab der Saison 2016/17 in der Champions League der FIBA und erreichte dauerhaft die Plätze 3–5 der nationalen Meisterschaft.
Anastasios Markopoulos sollte den Klub nach acht Jahren am 26. Mai 2017 verlassen. Der Nachfolger des ausscheidenden und langjährigen Trainers Markopoulos wurde – als erste Maßnahme der neuen Vereinsphilosophie – Ilias Papatheodorou, der in der abgelaufenen Saison mit BK Astana kasachischer Meister und Pokalsieger geworden war. Im Juli 2017 und nach der Verpflichtung Papatheodorous durch den Klub konnte dieser in der Rolle des Nationaltrainers den Europameistertitel in Kreta mit der griechischen U-20-Basketballnationalmannschaft erringen. Ilias Papatheodorou errang bereits mit der gleichen Generation im Jahr 2015 als U-18-Trainer den Europameistertitel. Ein wesentlicher Bestandteil dieser Generation und beider Titelgewinne ist der bei PAOK B.C. unter Vertrag stehende Antonis Koniaris.
Zur Saison 2017/18 konnte man noch zusätzlich vom U-20-Europameisterteam Theodoros Karras fest für vier Jahre verpflichten, ebenso den MVP des Turniers in Kreta, Vassilios Charalambopoulos aus Athen ausleihen. Durch den Wechsel von Markopoulos zu Papatheodorou erhoffte sich die sportliche Leitung genau diese Fokussierung auf junge und aufstrebende Spieler und dadurch eine schnellere und effektivere Offensive mittels eines modernen Basketballs. Die Fokussierung auf die Jugendarbeit wurde bereits mit dem Gewinn der griechischen U-17-Meisterschaft am 2. Juli 2017 deutlich. Papatheodorou brachte zu seiner ersten Cheftrainersaison Ousman Kroubally aus Astana mit und fügte mit Lucky Jones und später mit Phil Goss zwei Offensiv-Allrounder ins Team. Der Beginn der Saison 2017/18 ist sowohl in der Champions League als auch in der nationalen Meisterschaft als holprig zu bezeichnen. Eine Verletzungsmisere und die daraus resultierende limitierte Trainingsgestaltung sowie die daraus sich ergebende Unruhe im Umfeld führten zu einer negativen Serie, die erst in der zweiten Hälfte der Vorrunde sich zu legen begann. Im Februar 2018 kann man sich für die Runde der besten 16 Mannschaften der Champions League qualifizieren, indem man Dritter der Gruppe wird. In der nationalen Liga kann das Halbfinale über AEK Athen erreicht werden, wo man dann gegen Panathinaikos Athen unterliegt und in der Serie um Platz 3 Prometheus Patras mit 3:0 schlagen kann. Dafür, dass das gesamte Trainerteam und der größte Teil der Mannschaft am Anfang der Saison neu aufgestellt worden war, wurde der dritte Platz sowohl von der Vereinsführung als auch von den Anhängern als Erfolg gewertet.
Zur Saison 2018/19 hat der Trainer den Kern des Teams bestehend aus Koniaris, Margaritis, Chrysikopoulos, Tsochlas und Phil Goss erhalten können, womit er auf Kontinuität und Stabilität gesetzt hat. Diesen Korpus hat er mit Spielern aus dem amerikanischen Markt punktuell verstärkt. Zusätzlich sollte mit William Hatcher ein alter Bekannter zum Team hinzustoßen. William Hatcher hatte bereits 2012/13 und 2015/16 für den Klub gespielt. All diese Entscheidungen sollten die Integration der neuen Spieler erleichtern und eine anfängliche Findungsphase wie in der vorherigen Saison möglichst gering halten, um in allen drei Wettbewerben direkt präsent zu sein. Die Früchte dieser Kontinuität sollte man im Februar 2019 einfahren. PAOK kann sich für das Finale um den nationalen Pokal qualifizieren und verliert nur knapp gegen Panathinaikos. Ebenfalls qualifiziert man sich erneut für die Runde der Top 16 der FIBA Champions League.

### Wiederaufbau unter Chatzopoulos (Seit 2020)
Thanassis Chatzopoulos wurde im Jahr 2020 Präsident des Klubs. Diese Wahl zum Klubpräsidenten markierte den Beginn einer Phase des Wiederaufbaus und der Konsolidierung, des zuvor mit finanziellen und sportlichen Herausforderungen konfrontierten Klubs.
Eines der Konzepte griff auf die bereits in der Vergangenheit gut funktionierende Ausbildung von jungen Spielern zurück. Das wichtigste Konzept der neuen Führung sollte allerdings die Konsolidierung der Altlasten werden.
Die Wettbewerbsfähigkeit auf nationaler und europäischer Ebene sollte sich auf stabile finanzielle Rahmenbedingungen stützen, welche von Jahr zu Jahr, durch die strenge Haushaltspolitik von Chatzopoulos, sich besserten. Mit wohl überlegten Spielertransfer und der strikten Sparpolitik, konnte bis 2025 der Schuldenberg erheblich reduziert werden. Die Früchte dieser Führung zeigten sich in der Saison 2024/25, in der man bis ins Finale des FIBA Euro Cups ziehen konnte.

## PAOK W.B.C. (Damenbasketball)
Seit 1967 gibt es das Basketball-Damenteam PAOK W.B.C., das an den ersten drei Spielzeiten der damals neugegründeten ersten griechischen Basketball-Damenliga teilnahm. Eine Reorganisation der Abteilung erfolgte nach einer langen Zeit der Stilllegung erst in der Saison 2002–03. Beständig konnte man sich jährlich für die jeweils höhere Spielklasse qualifizieren, sodass man an der 2. Griechischen Damenbasketball-Liga in der Saison 2007-08 teilnehmen konnte. Nach drei Spielzeiten in der 2. Liga konnte man im Jahr 2010 den Aufstieg in die erste Griechische Damenbasketball-Liga feiern. In der Saison 2012–2013 erreichte man das Finale des griechischen Pokals, das man knapp mit 50:52 gegen Proteas Woulas verlor. In der gleichen Saison erreichte man den vierten Platz der Meisterschaft. Seit Juni 2014 hat das Traineramt Vassilios Maslarinos inne.
Erfolge:
2 × Griechischer U-16 Damen-Basketballmeister: 2009–10, 2010–11
1 × Griechischer U-18 Damen-Basketballmeister: 2012–2013
Bekannte ehemalige Spielerinnen der PAOK W.B.C. sind:
 Nausika Stavridou (2010–11, 2012, 2015–2016)
 Aspasia Kalambakou (2014–2016)
 Afentoula Magaliou (2016–2018)
Die Damenmannschaft nennt sich offiziell PAOK KYANA W.B.C. in Anlehnung an den Hauptsponsor.

## Spielstätten

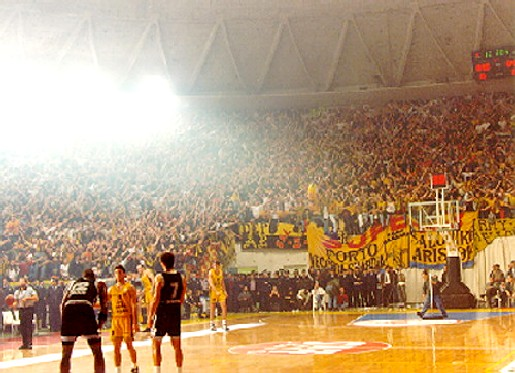
Branislav „Bane“ Prelevic (7) mit PAOK B.C. im Alexandrio zu Gast bei Aris Thessaloniki

### HANTH Stadion (1928–1966)
In den Gründerjahren und in den ersten Jahrzehnten der Klubgeschichte wurde das offene Stadion des Stadtrivalen HANTH (ΧΑΝΘ) mitbenutzt. Hier errang der Klub seine erste Meisterschaft und trug seine ersten internationalen Spiele aus.

### Alexandrio Melathron (1966–2000)
Bis zum Jahr 2000 bezog PAOK zusammen mit dem Stadtrivalen Aris Thessaloniki das Alexandrio Melathron, wo das Basketballfeld und das Innere der Sportarena am 7. Mai 2013 zur Nick-Galis-Hall benannt wurden. Vor allem in den 1980er Jahren wurden in der Halle legendäre Finalserien um die griechische Meisterschaft zwischen den beiden Mannschaften ausgefochten. In den Endpielserien um die griechische Meisterschaft der Saisonen 1987/88, 1988/89, 1989/90 und 1990/91 konnte sich im Alexandrio Melathron stets der Stadtrivale durchsetzen.

### PAOK Sports Arena (Seit 2000)
Die Arena

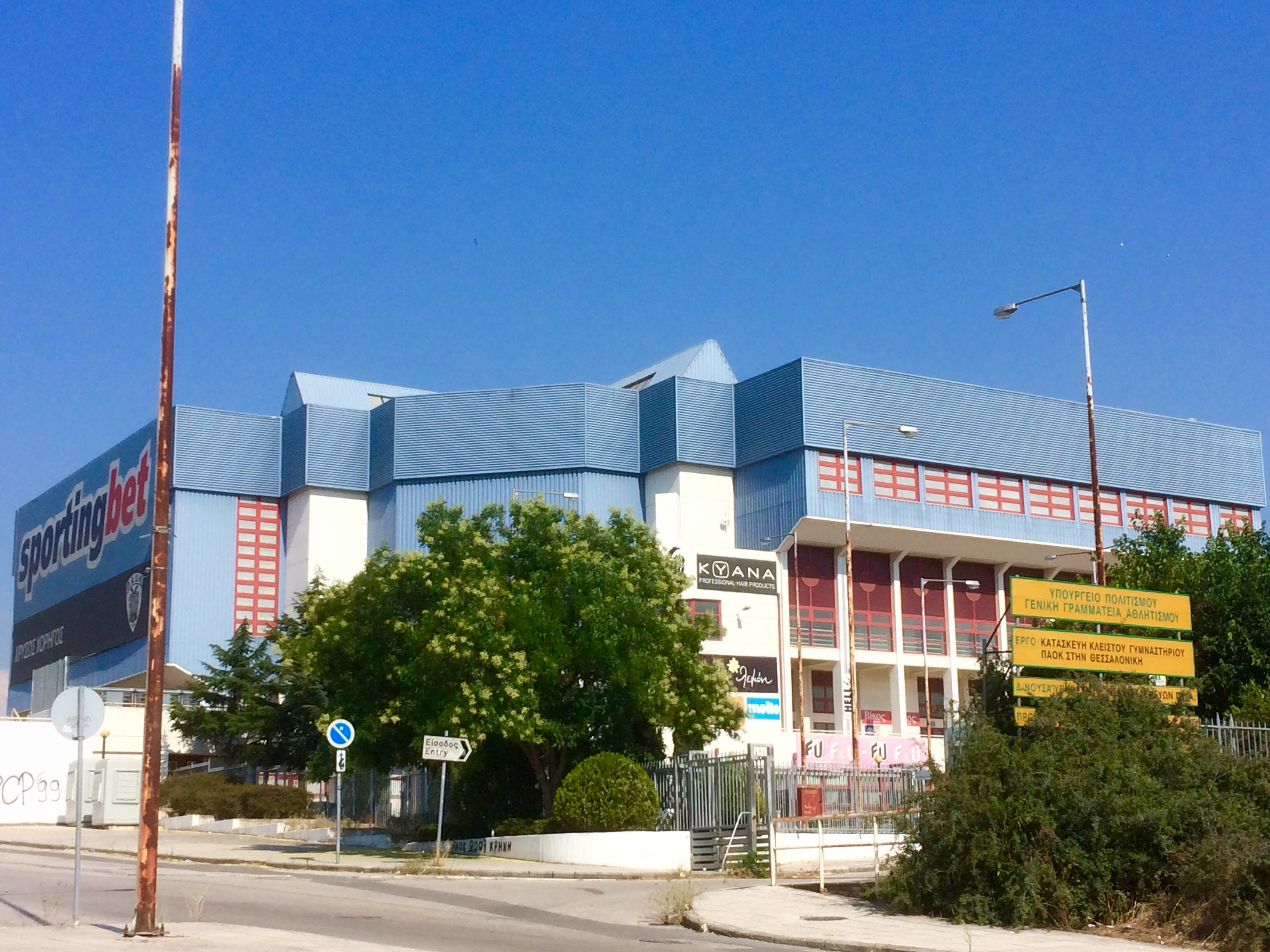
PAOK Sports Arena, Außenansicht (2017)

Seine Heimspiele trägt der Verein in der PAOK Sports Arena im östlichen Vorort Thessalonikis in Pylea aus. Die 8.142 Zuschauer fassende Arena wurde 2000 errichtet und ist im Besitz des Vereins. Die Arena ist die größte griechische Basketballhalle außerhalb des Athener Großraums. Die Grundsteinlegung erfolgte am 18. März 1990 unter dem Beisein des damaligen Präsidenten Vezirtzis und dem Gebrüderpaar Dedeoglou. Das erste Heimspiel in der damals neuen Heimarena erfolgte am 17. Mai 2000 in den ESAKE Play-offs gegen Panathinaikos Athen. Die Arena bietet 502 Parkplätze und spezielle Parkmöglichkeiten für Busse. In der PAOK Sports Arena sind nicht nur die Büroräumlichkeiten der Basketballabteilung und das PAOK BC Store (Fanshop) beheimatet, sondern auch das PAOK Basketballvereinsmuseum befindet sich auf der Ebene des Erdgeschosses der Arena. Exponate aus der Geschichte des Basketballklubs wie diverse Pokale, Fotografien, Banner und Basketballschuhe der vergangenen Größen des Klubs sind ausgestellt. Man teilt sich die Arena mit der Volleyballabteilung, die ebenfalls ihre Büroräume in der Arena unterhält.
Das erste Dedeoglou Turnier (2004)
Zur Honorierung des Stiftergebrüderpaars Dedeoglou, die das Grundstück dem Klub vermacht haben, worauf erst die Spielstätte hat errichtet werden können, wurde im Jahr 2004 das erste Ioannis Dedeoglou Tournament in der PAOK Sports Arena ausgerichtet. Teilnehmer waren der Gastgeber PAOK B.C. und die Teams aus Hemofarm Vršac, von Panathinaikos Athen und Ülker Istanbul. Die ersten Spiele entschieden Athen am 24. September 2004 gegen Hemofarm Vrsac 83:79 und PAOK gegen Ülker Istanbul mit 77:57 beide für sich. Am nächsten Tag besiegte Hemofarm Vrsac Ülker Istanbul im Spiel um den dritten Platz mit 84:74, PAOK bezwang Panathinaikos Athen 79:76 und sicherte sich damit den ersten Turniersieg.
Das zweite Dedeoglou Turnier (2005)
Das zweite Ioannis Dedeoglou Tournament fand im September 2005 statt und empfing AEK Athen B.C., KK Roter Stern Belgrad, FC Barcelona und den Gastgeber PAOK B.C., der am ersten Tag auf AEK Athen B.C. traf und mit 77:72 ins Finale einziehen konnte. Im anderen Spiel gewann Barcelona gegen Belgrad 77:67 und trat am folgenden Tag gegen den Gastgeber an. In einem spannenden Spiel bezwang Barcelona den Gastgeber PAOK nach Verlängerung 102:101 und gewann damit das zweite und vorerst letzte Turnier zu Ehren der Gebrüder Dedeoglou.
Modernisierungen
Im Sommer 2016 wurden Restaurierungen und Modernisierungsmaßnahmen durchgeführt. Zum größten Teil vom Besitzer der Fußballabteilung Ivan Savvidis finanziert, wurden unter anderem die Sitzschalen in schwarz und weiß ausgetauscht und so installiert, dass auf der Gegengeraden der Schriftzug und das Gründungsjahr des Klubs in weißer Farbe herausragen. Unter den PAOK-Fans, aber zwischenzeitlich auch durch die griechische Sportpresse, wird die Arena auch als Palästchen bezeichnet und tituliert. Im Sommer 2025 wurden von der Klubführung Arbeiten in Auftrag gegeben um den Unterhaltungsfaktor und den Komfort in der Arena zu steigern. Es wurde der Videowürfel, der sogenannte Cube, dauerhaft an der Decke der Arena installiert und eine zeitgemäße Anzeigetafel angebracht. Die Stützpfeiler der Deckenkonstruktion aus Eisen, welche in Gelb gefasst waren, wurde auf Wunsch der Fans in Schwarz gestrichen, was von einem Spezialunternehmen im Juli 2025 durchgeführt wurde. Auch die sogenannten Court Seats, die Sitze am Spielfeldrand, wurden auf 186 Sitze erhöht, womit einerseits die Kapazität der Arena erhöht wurde, und andererseits die Ästhetik gefördert.

## Erfolge und Titel

### Griechischer Basketballmeister
Im Jahr 1959 und 1992 konnte PAOK B.C. die Meisterschaft für sich beanspruchen.
Der erste Meisterschaftstitel (1959)
Vor allem der Gewinn der ersten Meisterschaft am 9. August 1959 brachte PAOK endgültig auf die Landkarte und etablierte den Klub in der heimischen Liga. Zur damaligen Zeit wurde eine Endrunde unter den besten sieben Mannschaften des Landes durchgeführt. In dem Jahr sollten vom 7. August bis zum 9. August an der Endrunde aus Athen die Klubs Ethnikos Athen, AEK Athen B.C. und Sporting Athen teilnehmen, aus Piräus war Olympiakos Piräus B.C. dabei, und aus Thessaloniki sollten PAOK B.C., Aris Thessaloniki und Iraklis Thessaloniki teilnehmen. Im entscheidenden Spiel schlug man Aris Thessaloniki 66:58.
Die Krönung in Piräus (1992)
Im Jahr 1992 unter dem Kapitän Panagiotis „Spiderman“ Fasoulas und dem Trainer Dusan Ivkovic konnte man sich im entscheidenden Spiel 97:82 gegen Olympiakos aus Piräus durchsetzen. In der Finalserie stand es am Ende 4:1 für PAOK B.C. sodass man am 22. Februar 1992 in Piräus im Stadion des Friedens und der Freundschaft die zweite Meisterschaft erringen konnte. Die Hauptakteure des damaligen Finalsieges waren Fasoulas mit 24 Punkten, Prelevic mit 20 Punkten und Barlow mit 17 Punkten.

### Griechischer Pokalsieger
Das Finale der rasierten Köpfe (1984)
Im Jahr 1984 und unter der griechischen Basketball-Legende Faidon Matheou bezwang PAOK den Stadtrivalen Aris Thessaloniki 74:70. Das ging in die Geschichte als das Finale der rasierten Schädel ein, da dies vom Trainer Mattheou selbst als Motivation den Spielern von PAOK nahegelegt wurde, um den Zusammenhalt zu forcieren. In dem Spiel sollte Nikos Stavropoulos 26 Punkte machen, und damit Top Scorer des Spiels werden.
Der Tiger in Lamia (1995)

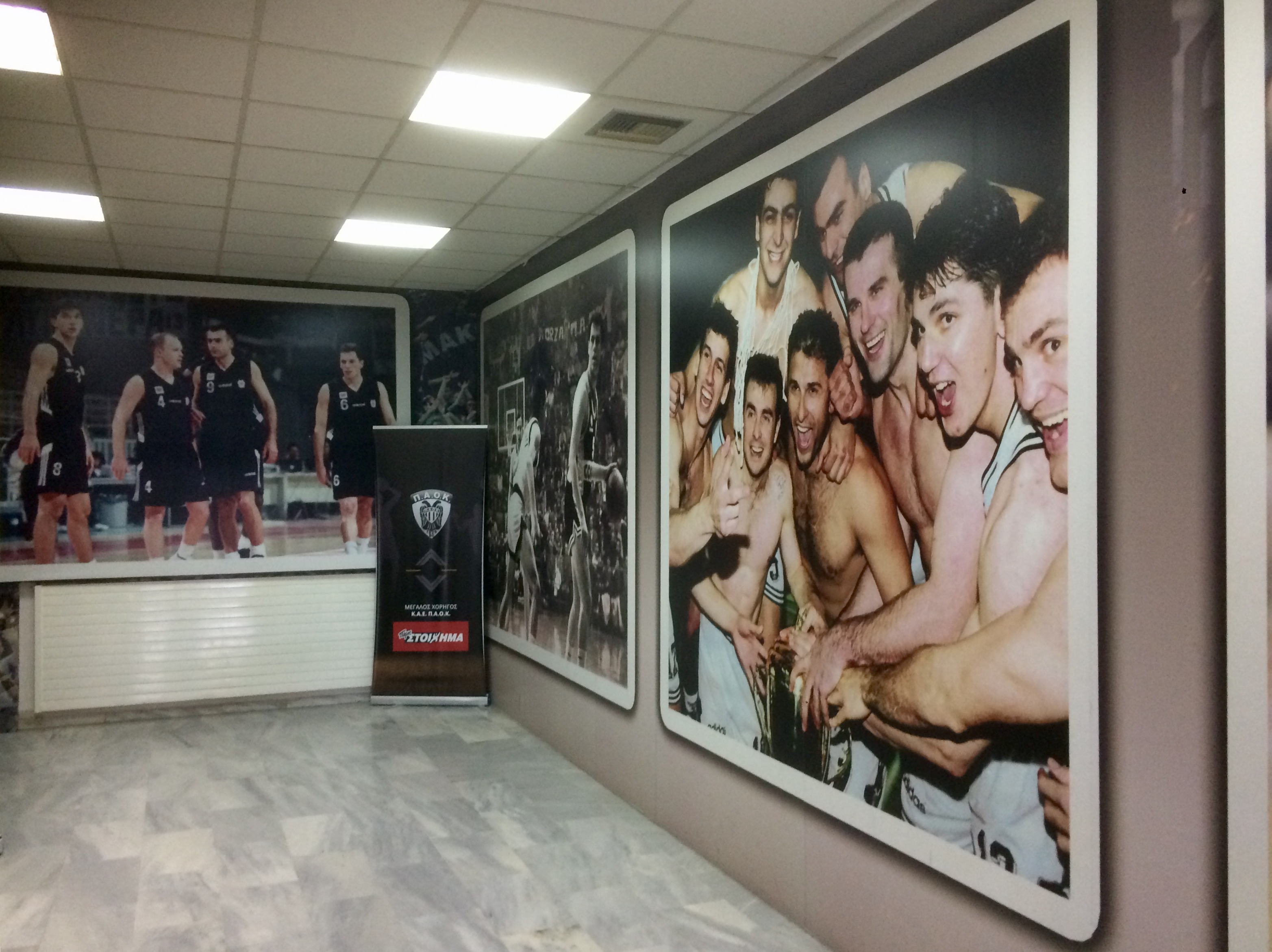
Der Gang zum Court der PAOK Sports Arena mit dem Bild des Pokalsieges 1995

Im Jahr 1995 folgte der Pokalsieg in Lamia gegen Chipita Panionios Nea Smyrni unter dem langjährigen Kapitän und MVP des damaligen Finalspiels, Kapitän Branislav „Bane“ Prelevic. Der Tiger, wie die Anhänger ihren Kapitän auch gerne nannten, steuerte 27 Punkte zum Endstand von 72:53 bei und hob den Pokal vor den Anhängern des Klubs in der Halle von Lamia. Das Halbfinale bestritt man gegen den Stadtrivalen Aris Thessaloniki, in dem der Kapitän bereits 29 Punkte zum Endstand von 80:63 beisteuerte. Unter dem damaligen Trainer Sakis Laios und Spielern wie Zoran Savic, Nasos Galakteros, Matt Bullard und John Korfas holte man den zweiten Pokal nach Hause.
Das Final Four des Walter Berry (1999)
Das Pokaljahr begann am 6. September 1998 gegen den Erzrivalen Olympiakos mit einem Auswärtssieg von 52:61. In der zweiten Runde traf man in Drama auf den K.A.O.D, den man mit 53:87 schlug. Das erste Heimspiel und damit die dritte Runde des Pokalwettbewerbs fand am 12. September 1998 gegen Sporting Athen statt. Im Alexandrio schlug man die Athener mit 81:52 und zog somit ins Final Four des Wettbewerbs ein.
Im Final Four schlug man den Basketballklub des AEK Athen mit 71:54 in Piräus und krönte die erfolgreichste Dekade der Klubgeschichte unter dem damaligen Kapitän der Mannschaft Georgios Balogiannis mit dem Gewinn des griechischen Pokals. MVP des damaligen Finales wurde Walter Berry, eine Streetballlegende des berühmten New Yorker „The Cage“, der nach seiner Collegezeit in St. John’s und einigen Vereinen wie die San Antonio Spurs und Houston Rockets in der NBA über Italien und Spanien nach Griechenland gekommen war. Dieser wurde in PAOK zum Publikumsliebling durch seine unorthodoxe Art und Weise Basketball zu spielen. Im Finale krönte „The Truth“, wie man ihn liebevoll nannte, seine Zeit auf PAOK mit 19 Punkten und 4 Rebounds. Im Roster standen Spieler wie Claudio Coldebella, Frankie King und Giannis Giannoulis. Im Halbfinale schlug man bereits Aris Thessaloniki wie im Jahr 1995 mit 83:50. Bereits in diesem Spiel steuerte Walter Berry 21 Punkte und 8 Rebounds zum Ergebnis bei.

### FIBA EuroLeague/FIBA Supro League-Teilnahmen (1960–2001)

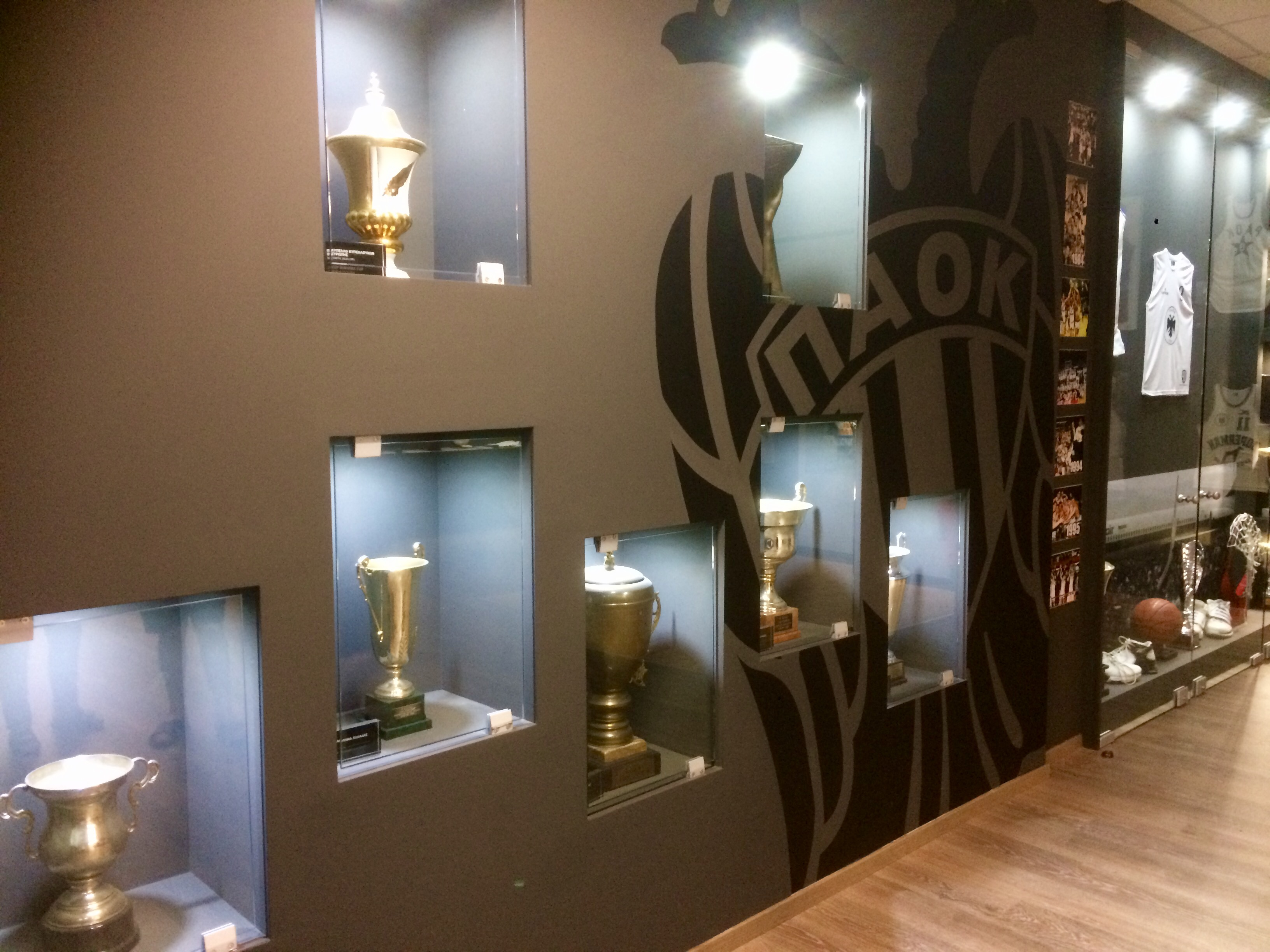
Die Pokalsammlung aller großen Erfolge im Vereinsmuseum

In der höchsten europäischen Spielklasse, die des Landesmeisterwettbewerbes, der über die Jahrzehnte sowohl Dachverband als auch den Namen öfter änderte und mit der heutigen EuroLeague gleichgesetzt werden kann, kann der Klub auf sieben Teilnahmen zurückblicken. In den Jahren 1960, 1993, 1995, 1998, 1999, 2000 und 2001 spielte man in der höchsten Spielklasse des Europäischen Wettbewerbes, und belegt damit den 5. Platz der ewigen nationalen Teilnahmetabelle (Stand 2024).
Bei der bis dato letzten Teilnahme des Klubs in der EuroLeague der Saison 2000/01 sollten in der Gruppenphase Teams wie die Frankfurt Skyliners, KK Buducnost und London Towers besiegt werden, jedoch sollte man im Februar 2001 gegen KK Union Olimpija Ljubljana in drei Spielen und im Gesamtergebnis von 2:1 in Spielen ausscheiden.
Das Final Four von Piräus (1993)
Der größte Erfolg kam in der Saison 1992/93. Als Höhepunkt der Vereinsgeschichte kann der 3. Platz des Final Four in Piräus im Jahr 1993 bezeichnet werden, wo der Klub unter der Führung von Dusan Ivkovic, nach dem Verpassen des Finaleinzugs gegen Benetton Treviso, Real Madrid im kleinen Finale mit 76:70 schlug und den dritten Platz des Wettbewerbs der Landesmeister sichern konnte. Auch nach knapp 25 Jahren, nach dem Final Four in Piräus, ist zu lesen, dass Dusan Ivkovic die Niederlage gegen Benetton Treviso im Halbfinale unter anderem auf den damaligen verletzten und nicht zur Verfügung stehenden Christos Tsekos zurückführt. Der bullige Center sollte den Center der gegnerischen Mannschaft, der ein ähnlicher Spielertyp war, aufhalten und dessen Wirkung unter dem Brett eingrenzen.

### Europapokal der Pokalsieger / FIBA Europacup / FIBA Europe Cup
Der erste europäische Titel (1991)
Der Weg zum ersten europäischen Titel ging über die Sunderland Saints, gegen die man sich in der ersten Runde der Top 16 in zwei Spielen durchsetzen und so in die Gruppenspiele gelangen konnte. In der Gruppe B konnte man sich für das Halbfinale qualifizieren, traf dort auf MBK Dynamo Moskau und schlug diese, um ins Finale einzuziehen. Am 26. März 1991 schrieb die Mannschaft dann Vereinsgeschichte und holte den Pokal der Pokalsieger im Finale des Patinoire des Vernets in Genf gegen das spanische Team aus Saragossa mit 76:72. Trainer dieses ersten internationalen Erfolgs war der Serbe Dragan Sakota.
Das Finale des Palais des Sports de Beaulieu (1992)
Ein Jahr später konnte PAOK B.C. den Titel nicht verteidigen und verlor in Nantes am 18. März 1992 im Palais des Sports de Beaulieu das Finale um den FIBA Europacup 1992 in einem spannenden Spiel gegen Real Madrid, das erst in der Verlängerung mit 63:65 durch einen Fehlpass von Fassoulas und den entscheidenden Korb durch Ricky Darnell Brown entschieden wurde.
Das Finale des Saporta Cup im Pabellón Araba (1996)
Im Jahr 1996 verlor man in der Heimspielstätte des Gegners, im Pabellón Araba, gegen Vitoria Taugres das Finale des Europapokals der Pokalsieger mit 81:88. Nicht nur allein, dass dieses Finale ein Heimspiel für den Gegner Taugres werden sollte, Lawrence Funderburge konnte nicht spielen. Funderburge war ein dynamischer und sehr athletischer Forward, der durch seinen Einsatz und seiner Zweikampfstärke im Finale schmerzhaft fehlen musste. Die Spieler der damaligen Mannschaft waren z. B. Dean Garrett, Peja Stojaković, Efthimios Rentzias und Branislav Prelevic. Das sollte das letzte europäische Finale des Klubs bis zum Einzug in das Finale des Europe Cup 2025 sein.

#### FIBA Europe Cup (2024/25)
Ein Nachfolger des FIBA Europacup und unter anderen Qualifizierungskriterien und Austragungsmodalitäten hat PAOK im Europe Cup der FIBA zum ersten Mal in der Saison 2024/25 teilgenommen. In einer Gruppe mit Hugo Limburg United aus Hasselt in Belgien, FC Porto und NHSZ Szolonski aus Ungarn, folgte eine siegreiche Vorrunde. Nachdem man sich über die Zwischenrunde für das Viertelfinale qualifizieren konnte und siegreich in den Duellen gegen Fribourg Olympic ins Halbfinale einzog, bekam man es mit Cholet Basket zu tun. Im ersten Spiel verlor man Daheim mit einem Punkt unterschied (88:89) und musste für das Rückspiel auswärts antreten. In einem spannenden Spiel konnte man nach Verlängerung Cholet mit zwei Punkten Differenz besiegen (n. V. 88:90) und zog somit nach 29 Jahren wieder in ein Europapokalendspiel ein.
Im Finale warteten die Basken des CB Bilbao. Das erste Spiel fand in der Bilbao Arena statt, welches mit 7 Punkten unterschied verloren ging. Das Rückspiel in der heimischen PAOK Sports Arena, wo der Sieg anhand des Punkteunterschiedes nicht für den Pokalsieg reichte.

### FIBA Korac Cup
Im Jahr 1994 unter einer weiteren Trainerlegende, Anastasios „Soulis“ Markopoulos, konnte man gegen Stefanel Trieste den Korac Cup in zwei Spielen für sich entscheiden und sich somit den zweiten europäischen Titel nach dem Europapokal der Pokalsieger 1991 sichern.
Gewinn des Korac Cup (1994)
In der Saison 1993/94 war man automatisch und durch die nationale Platzierung der Vorsaison für die Runde der 32 Teams qualifiziert. In der Runde der 32 Teams zur Qualifikation in die Gruppenphase konnte man sich gegen Stroitel Samara zweimal durchsetzen. In der Gruppenphase dann wurde man in der Gruppe C mit KK Zagreb, Caja San Fernando und Pallacanestro Olimpia Milano zugelost, die man hinter sich lassen konnte und damit als Gruppenerster mit Heimrecht im Viertelfinale auf Scavolini Pessaro treffen. Gegen Pessaro konnte man zwei Siege einfahren, um im Halbfinale auf Panionios Athen zu treffen. Das Halbfinale war dadurch eine rein italienisch-griechische Angelegenheit, denn im anderen Halbfinale traf die Mannschaft aus Milano, die man in der Gruppenphase hinter sich lassen konnte, auf den späteren Finalgegner aus Trieste. Gegen Panionios konnte man sich ebenfalls in beiden Spielen durchsetzen und mit zwei Siegen ins Finale gegen Trieste einziehen.
Im ersten Spiel schlug man daheim die Italiener mit 75:66. Im Rückspiel schlug man die Mannschaft von Trieste mit Spielern wie Dejan Bodiroga, Ferdinando Gentile und Gregor Fučka mit 100:91.
Die damalige Starting Five des Klubs waren Zoran Savic, Walter Berry, Branislav Prelevic, Nasos Galakteros und John Korfas.
Markopoulos sagte nach dem zweiten Spiel:

„Wir haben so gut gespielt, daß selbst die italienischen Fans uns applaudiert haben.“

### FIBA Basketball Champions League (2016–2024)
In der ersten ausgerichteten Saison der FIBA Basketball Champions League der Saison 2016/17 erreichte der Klub die Runde der Top-16-Mannschaften und schied nach einem beeindruckenden Heimsieg gegen den späteren Titelträger Iberostar Teneriffa wegen der Auswärtsniederlage und dem schlechteren Korbverhältnis aus. In der gleichen Saison erreichte man den 5. Platz in der nationalen Liga und qualifizierte sich damit wiederholt für die Saison 2017/18 der Champions League.
In der Champions League Saison 2017/18 wurde PAOK B.C. zur Gruppe B gelost, in der der Klub auf Gaziantep, Elan Chalon, Iberostar Teneriffa, Neptūnas Klaipėda, BK Ventspils, MHP Riesen Ludwigsburg und SikeliArchivi Capo d’Orlando getroffen ist. Als Gruppendritter hinter Teneriffa und Ludwigsburg qualifizierte sich PAOK B.C. für die Runde der Top 16 im zweiten Jahr in Folge.
In der Champions League Saison 2018/19 wurde PAOK B.C. zur Gruppe B gelost, in der der Klub in der Vorrunde auf Umana Reyer Venezia, Telekom Baskets Bonn, Unet Holon, BK Opava, Nanterre 92, Fribourg Olympic und zum dritten Mal in Folge auf Iberostar Teneriffa trifft. Im Heimspiel am 16. Oktober 2018 gegen die Telekom Baskets aus Bonn erreichte der Klub einen Meilenstein in seiner europäischen Geschichte. Es war das 400. internationale Spiel seit seinem Bestehen. Man kann sich für die Top 16 zum dritten Mal in Folge qualifizieren und wird dem Titelverteidiger AEK Athen BC zugelost. In zwei Spielen unterliegt man und kann nicht in die Runde der Top 8 einziehen.
In der Spielzeit 2019/20 wird PAOK B.C. in die Gruppe D zu Casademont Zaragoza, JDA Dijon, Telekom Baskets Bonn, Besiktas Istanbul, Falco Szombathely, Neptūnas Klaipėda und Happy Casa Brindisi gelost, kann sich allerdings zum ersten Mal nicht für die Runde der Top 16 qualifizieren.
In der Champions League Saison 2021/22 wird man mit Galatasaray Istanbul, CEZ Basketball Nymburg und KK Igokea in einer Gruppe gelost. Als Gruppendritter qualifizierte man sich für die Play-In-Runde der 16 Mannschaften und bekam es mit SIG Strasbourg zu tun. Auch in der Folgesaison nahm man am Wettbewerb teil und konnte sich für die Play-In Runde qualifizieren, wo man unterlag und sich dann vom Wettbewerb verabschieden musste.
In der Saison 2022/23 überstand man die Gruppenphase auf Platz 3 und schied dann in der Zwischenrunde gegen BC Rytas in drei Spielen und 2:1 aus.
In der Saison 2024/25 erreichte zum ersten Mal nicht die Gruppenphase der Champions League, wodurch man automatisch in den Europe Cup einzog.

### Titel/Erfolge
- Griechischer Meister (2 ×): 1959, 1992
- Griechischer Vizemeister (8 ×): 1960, 1988, 1989, 1990, 1991, 1994, 1998, 2000
- Griechischer Pokalsieger (3 ×): 1984, 1995, 1999
- Griechischer Pokalfinalist (5 ×): 1982, 1989, 1990, 1991, 2019
- Griechischer U-16 Meister (6 ×): 1978, 1985, 1988, 1991, 2013, 2017[38]
- Griechischer U-18 Meister (4 ×): 1981, 1990, 1994, 2002
- FIBA EuroLeague Final Four (1): 1993 (3. Platz)
- FIBA Europapokal der Pokalsieger: 1991
- Finalist FIBA Europacup (3): 1992, 1996, 2025
- FIBA Korać-Cup: 1994

## Das Jubiläum 90 Jahre PAOK B.C.
Am 9. September 2016 wurden die 90 Jahre des Klubs in einem würdigen Rahmen gefeiert. Eingeladen wurde der damalige amtierende Europameister der EuroLeague 2015/16 PBK ZSKA Moskau zu einem Spiel gegen die Auswahl von PAOK B.C.
Die Mannschaft trat in einem für das Spiel extra angefertigten Retro-Outfit auf, das dem ersten Kluboutfit der Basketballmannschaft aus den 1920er Jahren nachempfunden war. Ehemalige Spieler wie Georgios Ikonomou, Manthos Katsoulis, Ken Barlow, Christos Tsekos, Clifford Levingston, Claudio Coldebella, Efthimios Rentzias, Giannis Gianoulis und Trainer wie Dragan Sakota und Dusan Ivkovic aus der erfolgreichen Vergangenheit nahmen an den Feierlichkeiten teil. Das Freundschaftsspiel fand natürlich in der PAOK Sports Arena statt, das PBK ZSKA Moskau für sich entscheiden konnte.

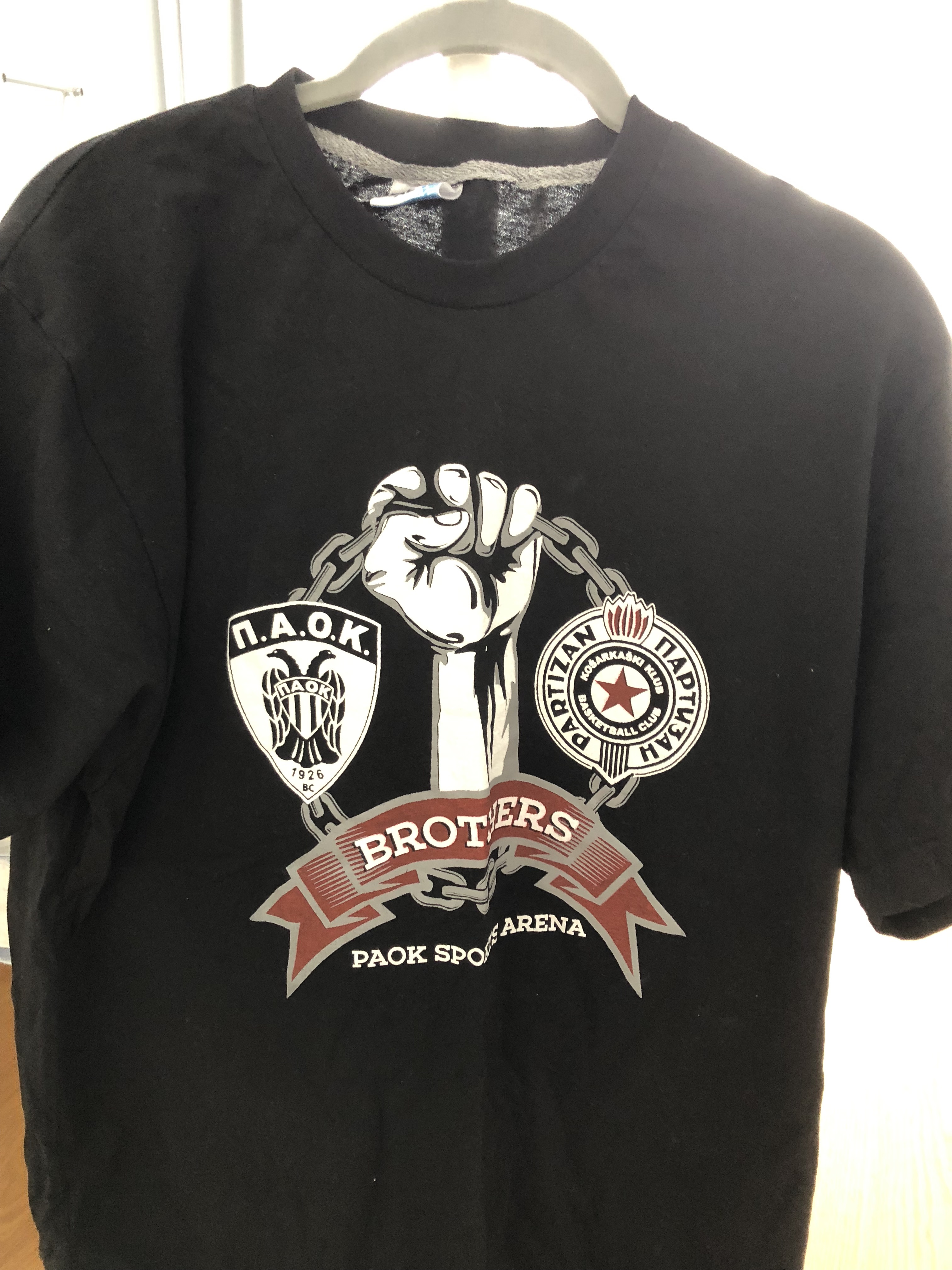
Das Freundschaftsshirt „PAOK/Partizan Brothers“ zu den Spielen 2017

Pünktlich zum Jubiläum des Klubs und unter der Leitung des Sportdirektors Nikos Stavropoulos erschien ein Bilderband zur Geschichte des Klubs. Das Werk wurde in zweijähriger Vorbereitung und mit Hilfe vieler ehemaliger Spieler fertiggestellt. Der Bilderband wurde im Juli 2017 durch die Boussias Communications und das Magazin Marketing Week mit dem Sports Marketing Award 2017 ausgezeichnet. Das Buch illustriert die Hauptakteure durch die ganze Geschichte des Klubs, wobei alte Archivfotos aufwendig restauriert wurden, um in die Ausgabe eingefügt zu werden. Der historische und 544 Seiten starke Bilderband wurde in drei sprachlichen Versionen veröffentlicht. Das Werk ist in griechischer, englischer und russischer Sprache erschienen und dient damit einem internationalen Publikum. Die Premiere und erste Vorstellung des Buches wurde im Dezember 2016 im Makedonia Palace in Thessaloniki abgehalten. Eingeladene Gäste waren Makis Voitsidis, George Lysaridis, Voula Patoulidou, Vassilis Skountis, Frangoulis Frangos und die gesamte Führungsriege des Basketballklubs.

## Freundschaft mit KK Partizan Belgrad
Seit vielen Jahren wird intensiv eine Fanfreundschaft mit KK Partizan Belgrad gepflegt, die sich an den Farben der Klubs, die in beiden Fällen Schwarz und Weiß ist, als auch auf die gemeinsame Religion, die der christlichen Orthodoxie, orientiert. Besonders deutlich wurde die Fanfreundschaft in den Spielen der Basketball Champions League im Jahr 2017. Dort trafen beide in der Runde der besten 32 Teams gegeneinander an, die am Ende PAOK für sich entscheiden konnte. Die Fans trugen in beiden Spielen Freundschaftsschals und -T-Shirts und begleiteten mit Gesängen beide Teams.

## Aktueller Kader
(Stand: 29. Juli 2025)
| Nr. | Name                  | Nationalität       | Position       | Größe [cm] | Jahrgang | Seit |
| --- | --------------------- | ------------------ | -------------- | ---------- | -------- | ---- |
| 13  | Konstantinos Iatridis | Griechenland       | Forward/Center | 207        | 2001     | 2024 |
| 18  | Nikos Persidis        | Griechenland       | Forward        | 201        | 1995     | 2024 |
| 20  | Thodoris Skoulariotis | Griechenland       | Guard          | 188        | 2005     | 2023 |
| 21  | Evangelos Giannatos   | Griechenland       | Guard          | 190        | 2006     | 2024 |
|     | Antonis Koniaris      | Griechenland       | Guard          | 193        | 1997     | 2025 |
|     | Theodoros Zaras       | Griechenland       | Guard          | 197        | 1987     | 2025 |
|     | Diamantis Slaftsakis  | Griechenland       | Forward        | 202        | 1994     | 2025 |
|     | Georgios Fillios      | Griechenland       | Guard          | 196        | 2002     | 2025 |
|     | Cleveland Melvin      | Vereinigte Staaten | Forward        | 203        | 1991     | 2025 |
|     | Stephen Brown Jr.     | Vereinigte Staaten | Guard          | 180        | 1996     | 2025 |
|     | Marvin Jones          | Vereinigte Staaten | Center         | 213        | 1993     | 2025 |
|     | K.J. Jackson          | Vereinigte Staaten | Guard          | 188        | 1998     | 2025 |
|     | Ben Moore             | Vereinigte Staaten | Forward/Center | 203        | 1995     | 2025 |

### Kadertiefe
| Pos. | Starter          | Bank                 | Bank                  |
| ---- | ---------------- | -------------------- | --------------------- |
| C    | Marvin Jones     | Ben Moore            | Konstantinos Iatridis |
| PF   | Cleveland Melvin | Diamantis Slaftsakis |                       |
| SF   |                  | Nikos Persidis       | Theodoros Zaras       |
| SG   | K.J. Jackson     | Georgios Fillios     | Thodoris Skoulariotis |
| PG   | Steven Brown Jr. | Antonis Koniaris     | Evangelos Giannatos   |

## Bedeutende oder bekannte ehemalige Spieler
→ Siehe auch: Ehemalige Spieler des PAOK B.C.

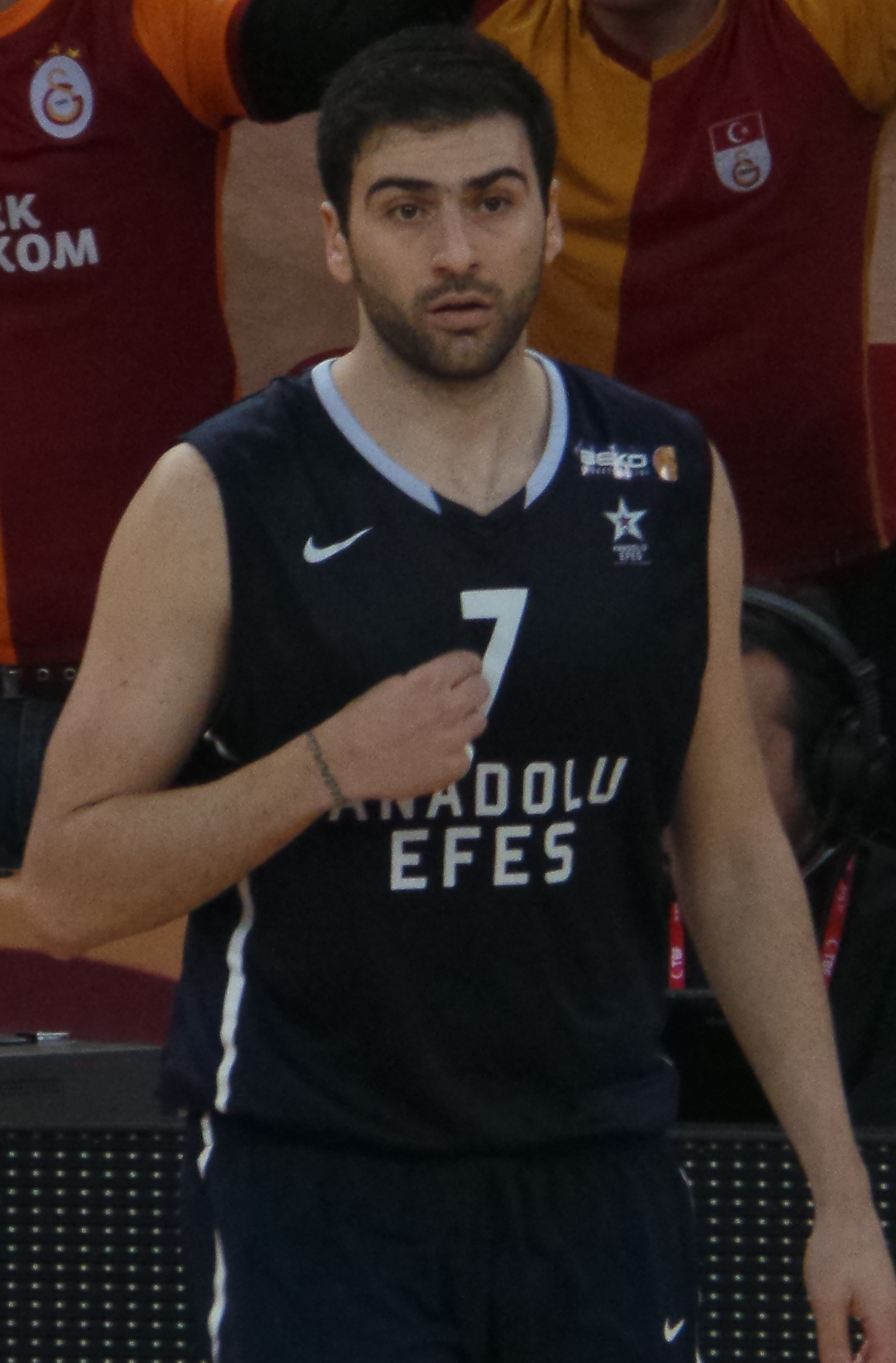
Kostas Vasileiadis
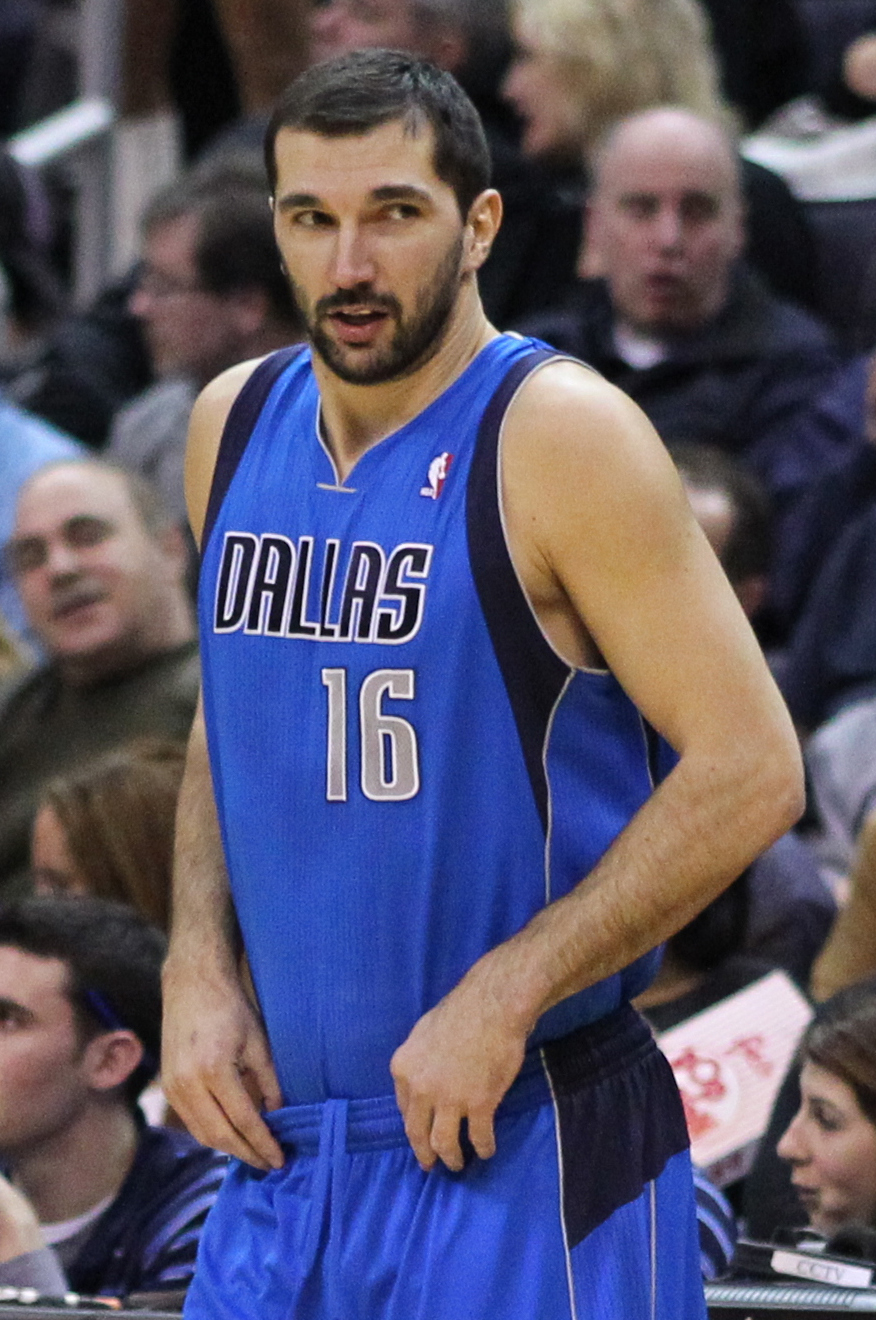
Peja Stojaković
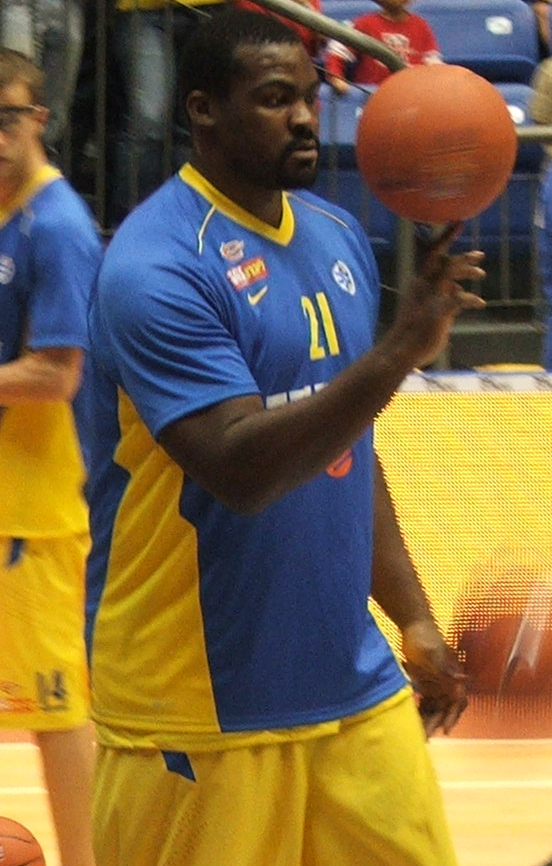
Sofoklis Schortsanitis
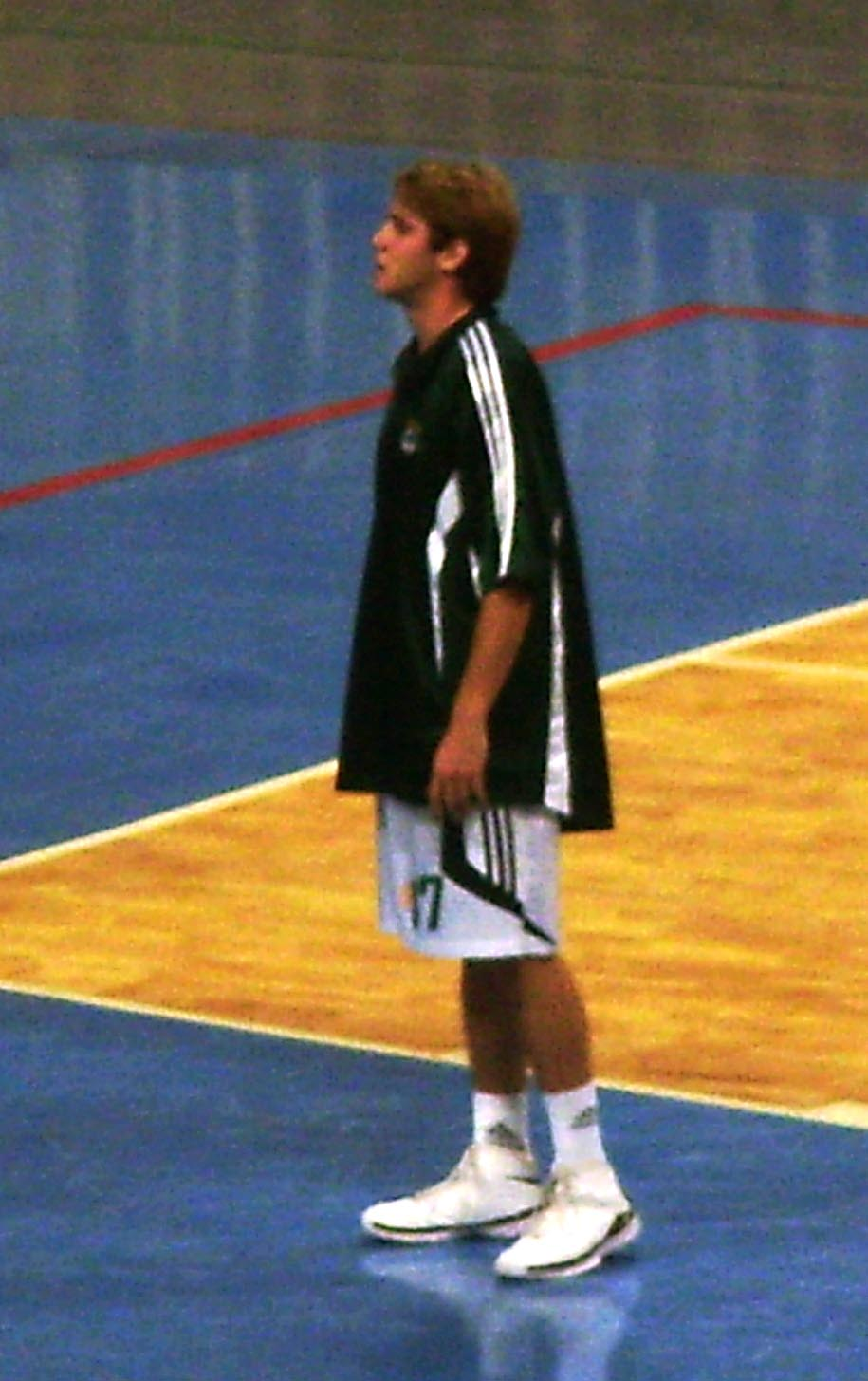
Dimitris Verginis
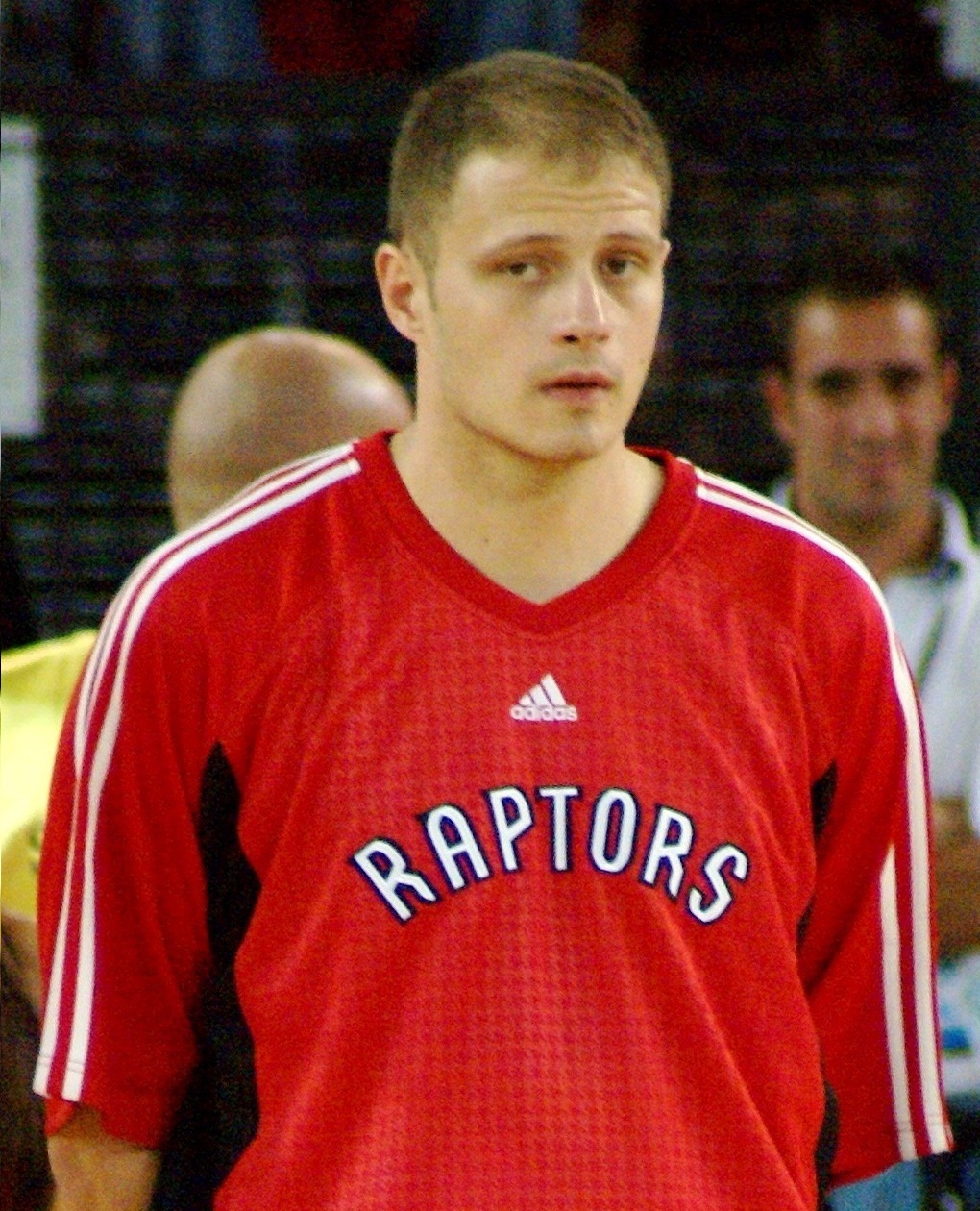
Radoslav Nesterovič
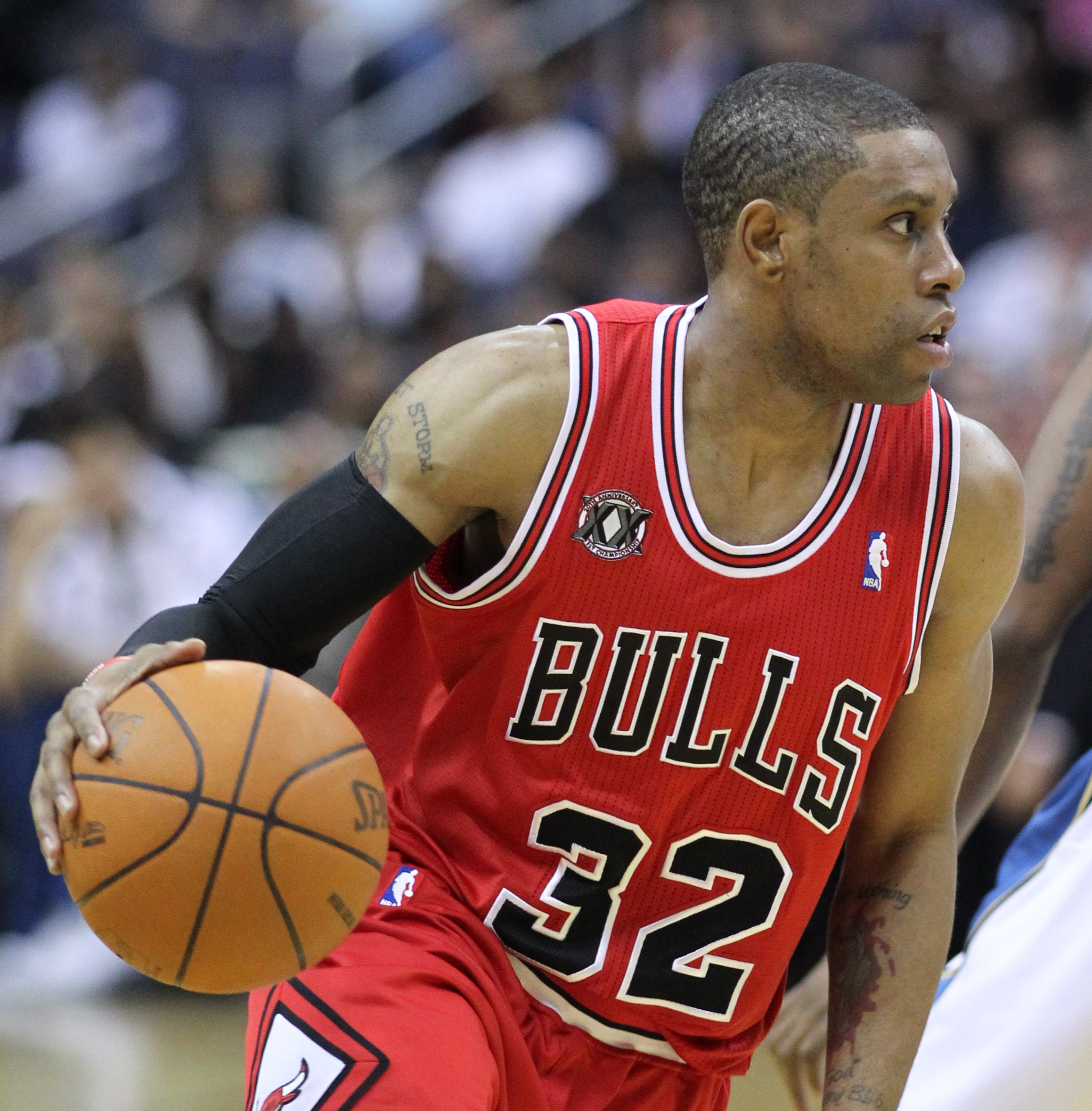
C. J. Watson
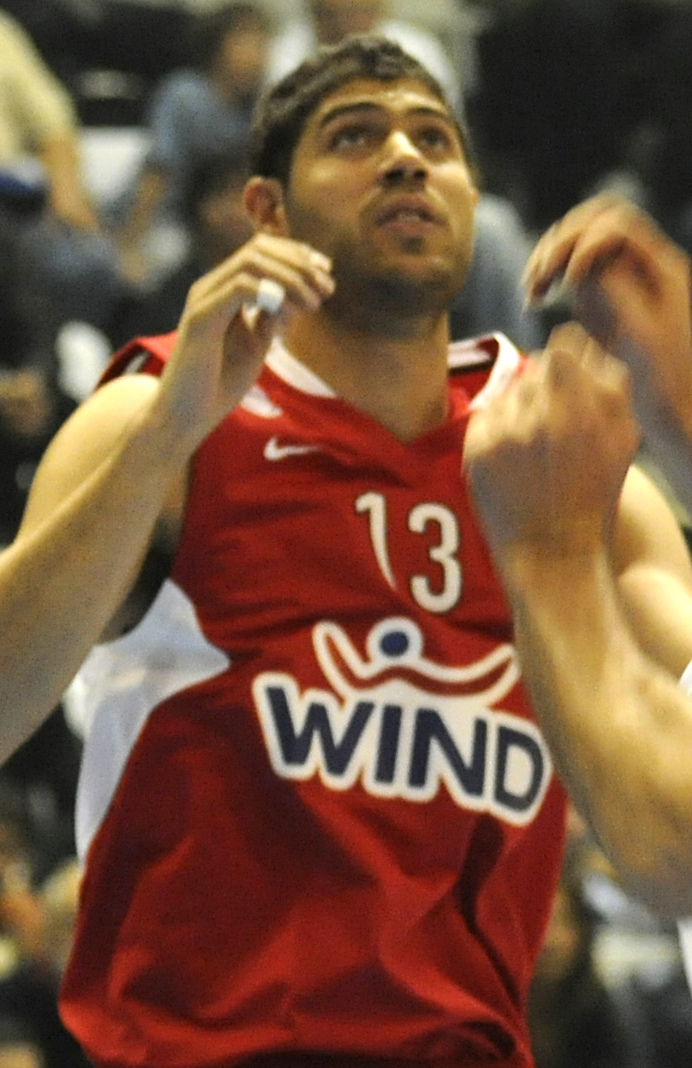
Panagiotis Vasilopoulos
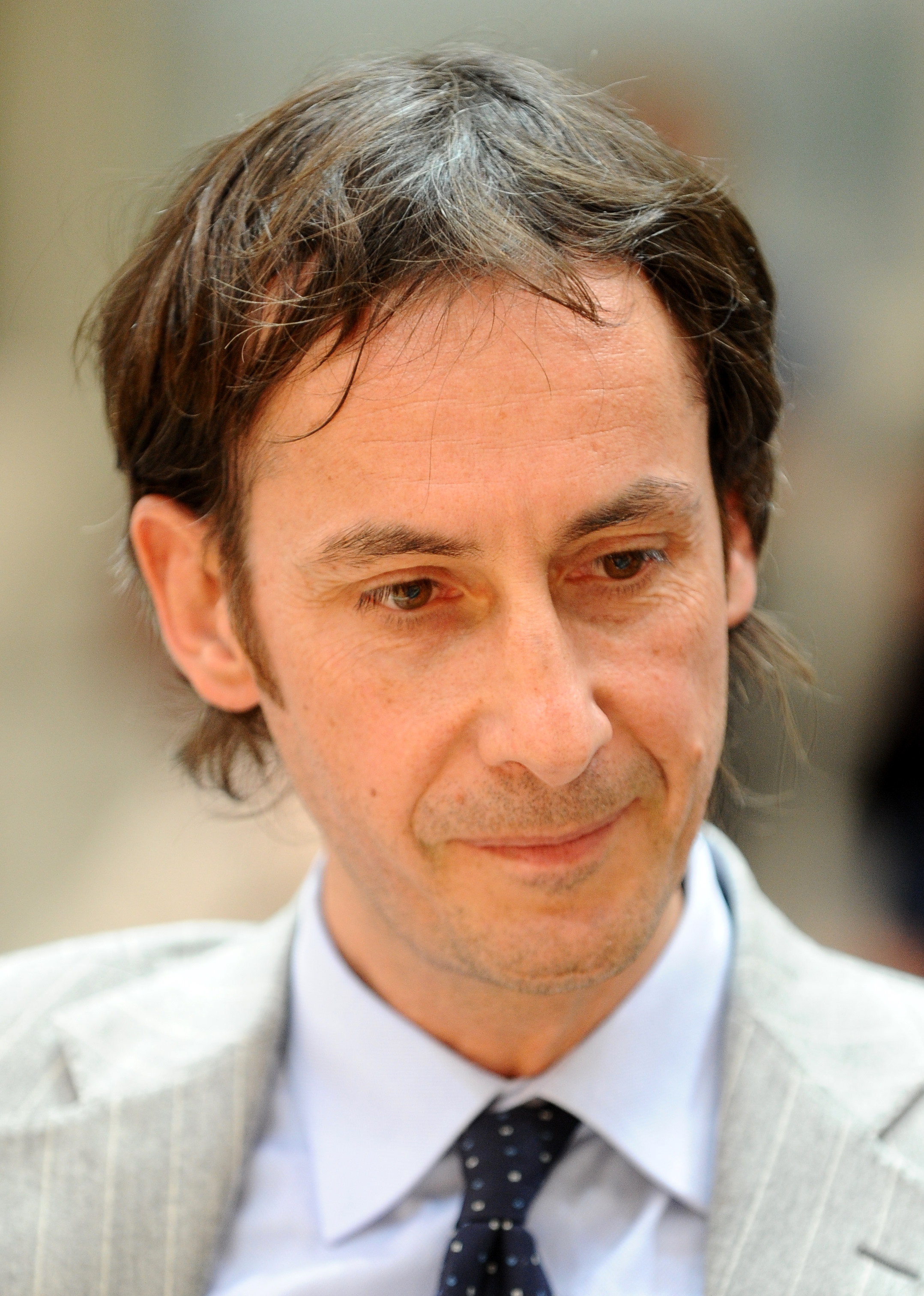
Claudio Coldebella
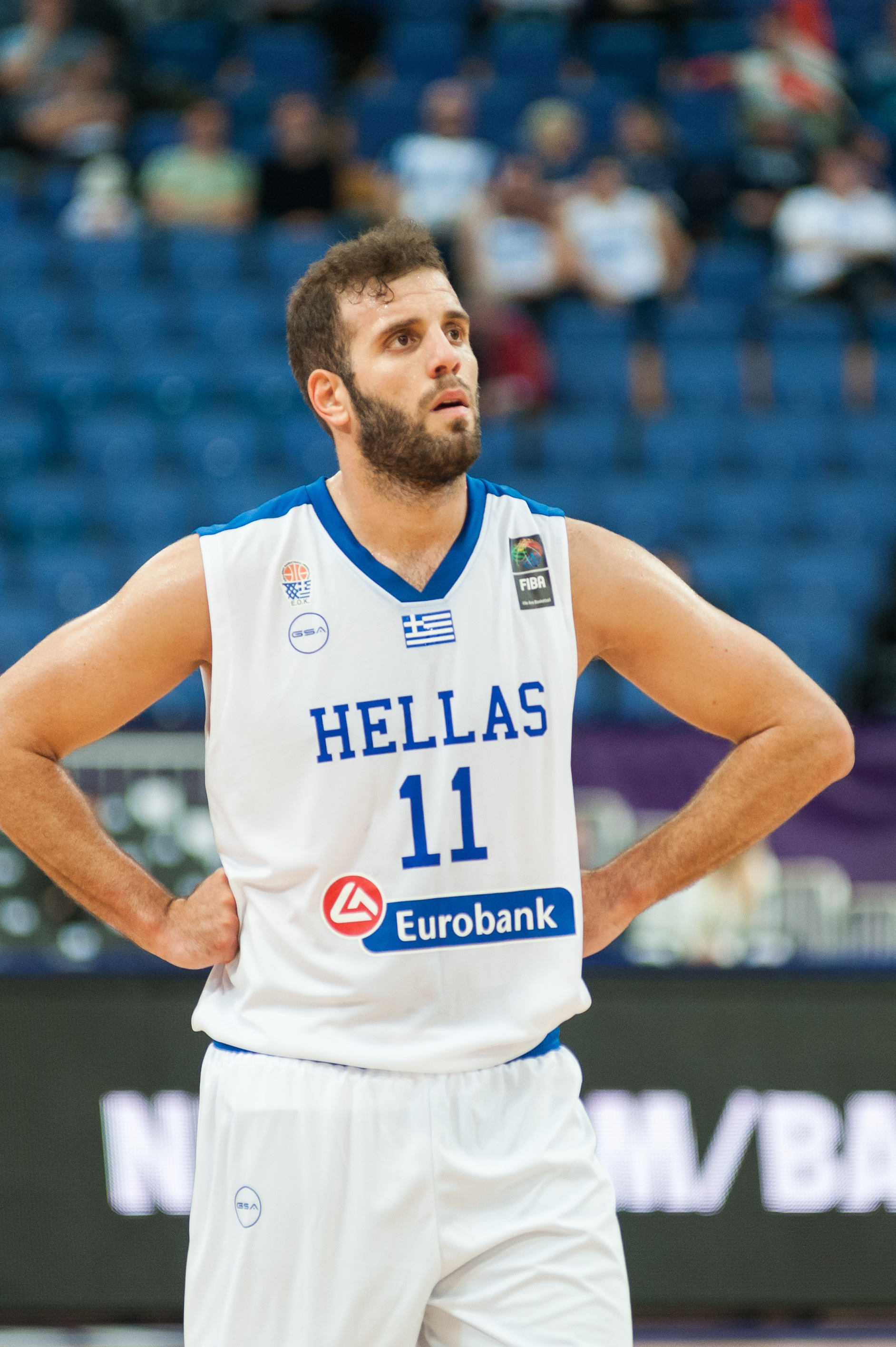
Nikos Pappas
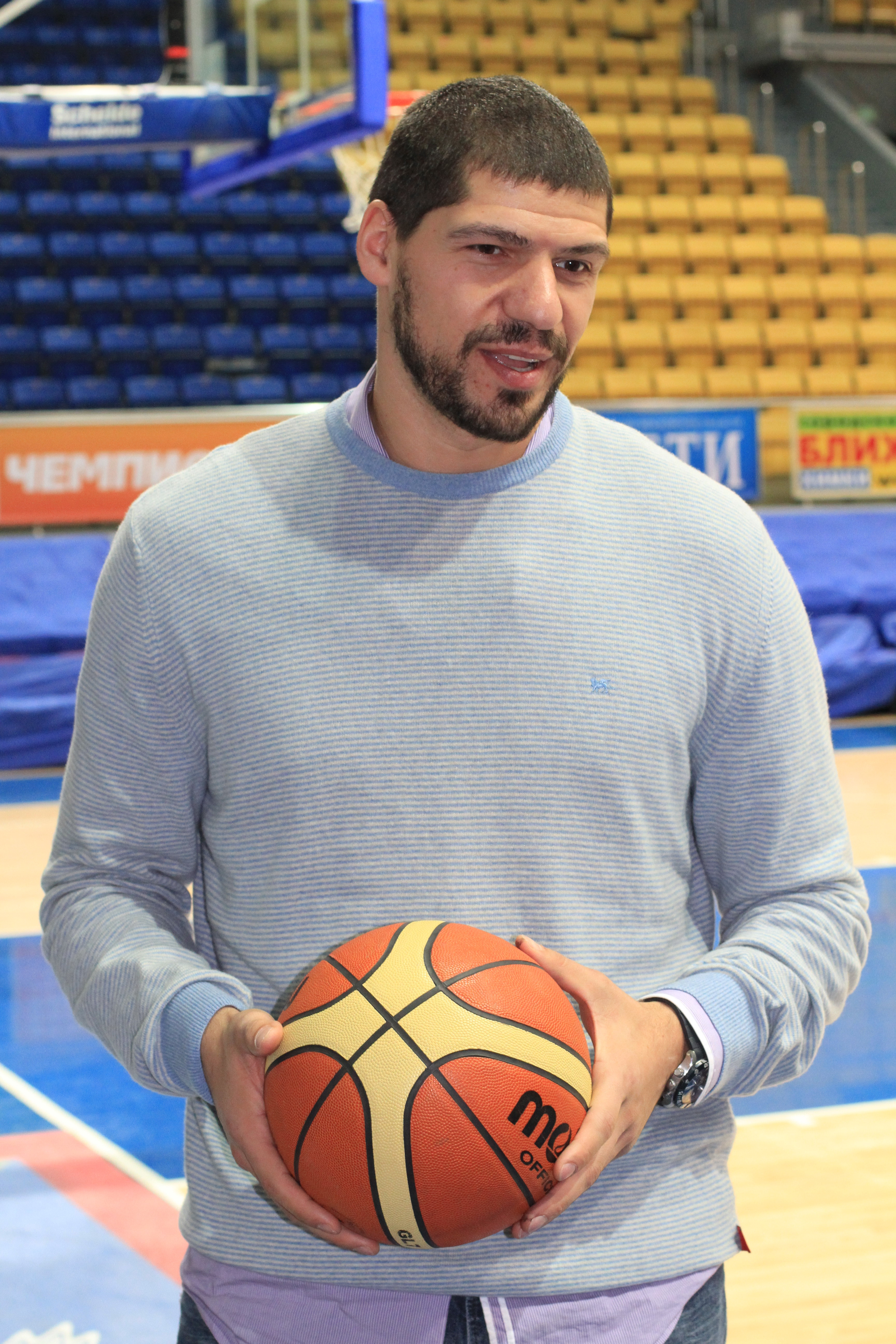
Lazaros Papadopoulos
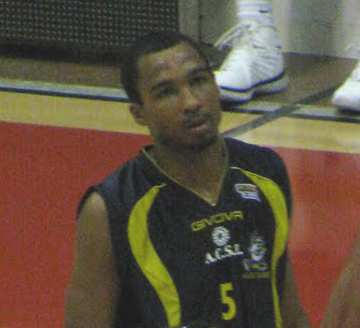
Phil Goss
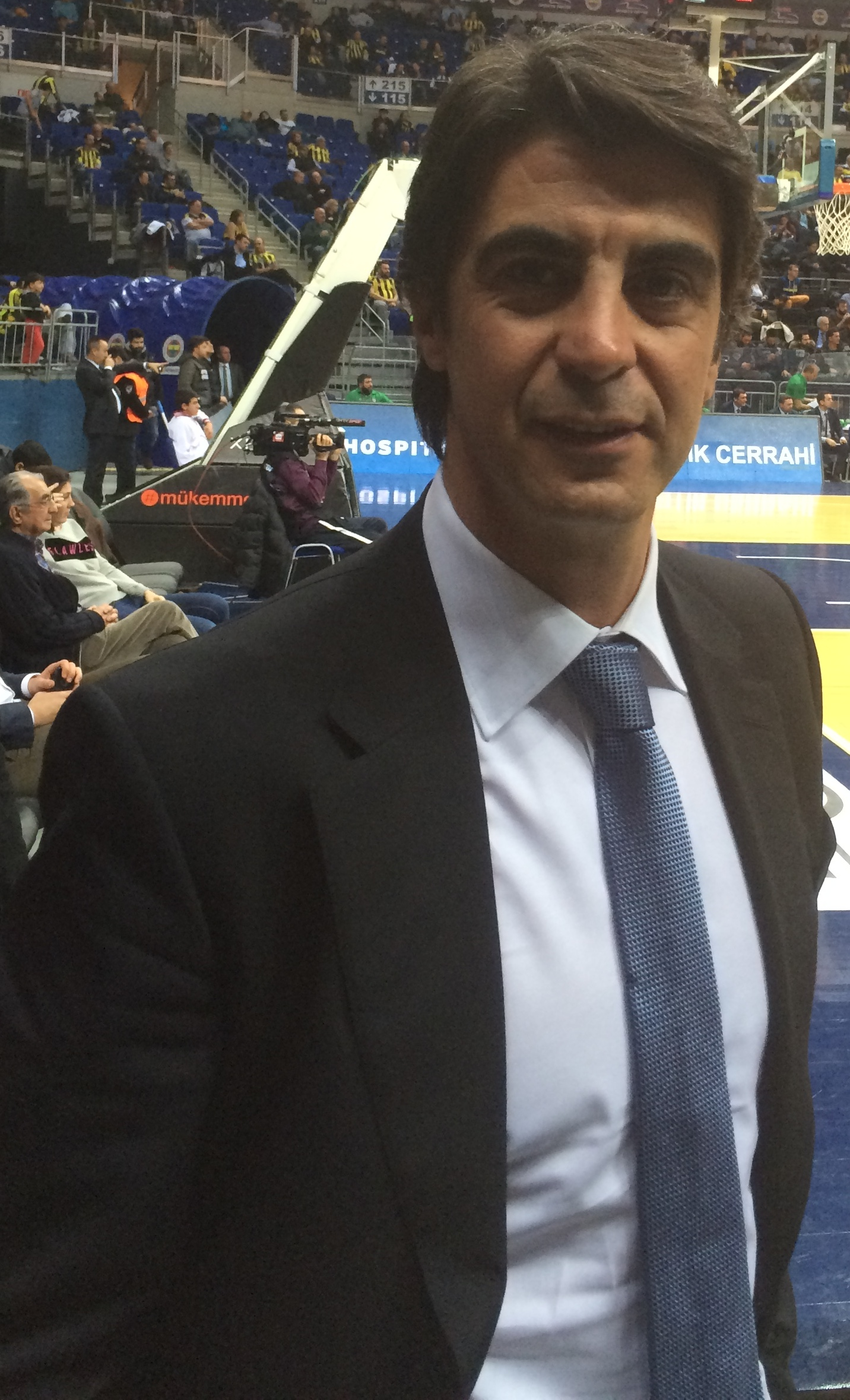
Ibrahim Kutluay
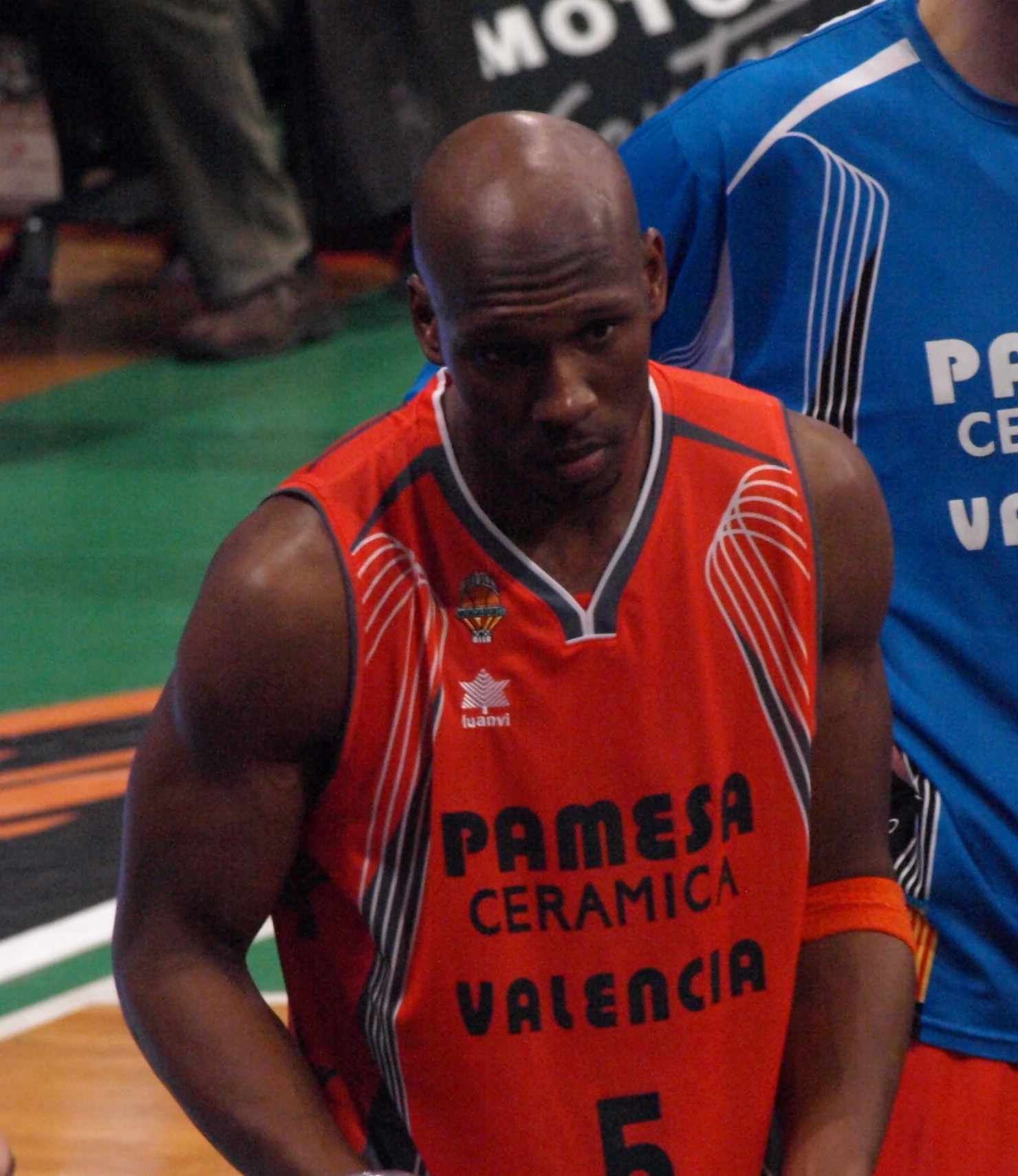
Kenny Gregory
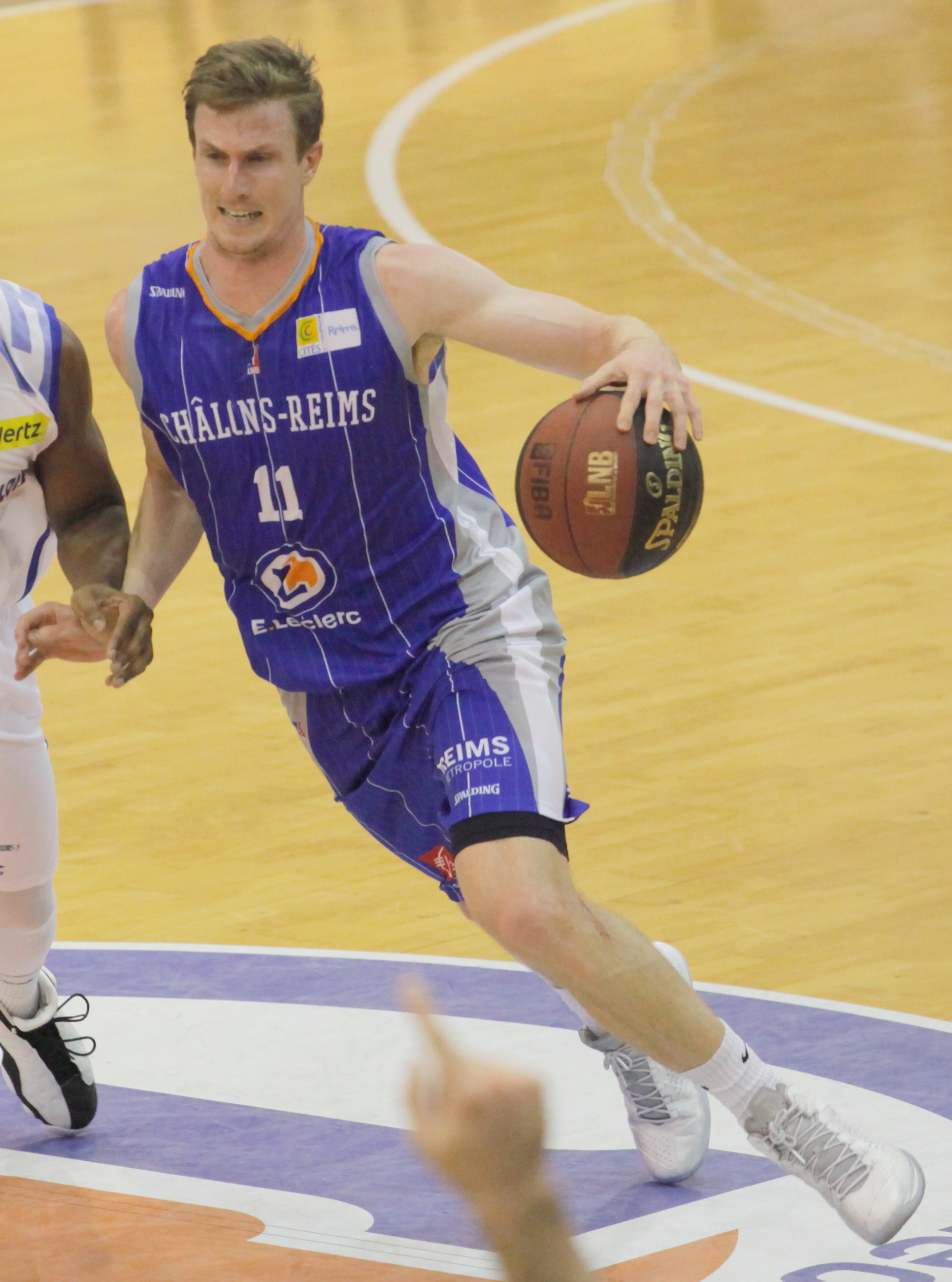
Mark Payne
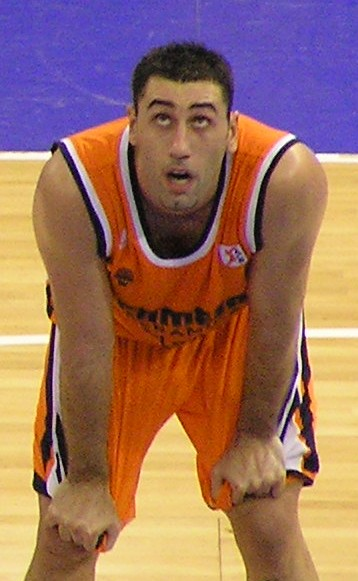
Dimos Dikoudis
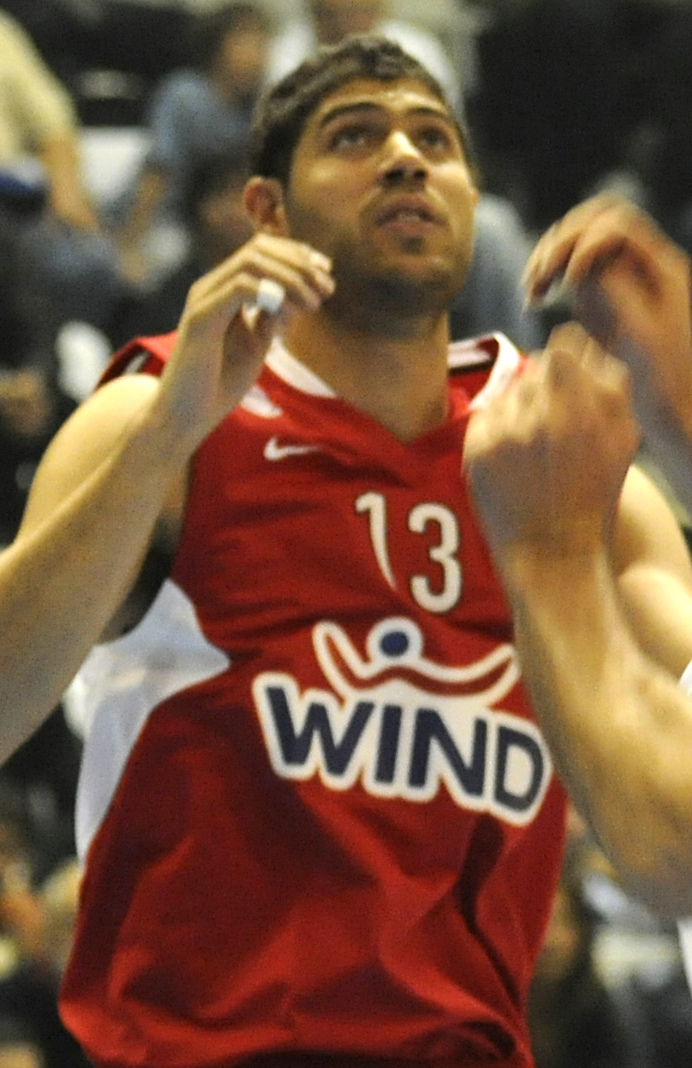
Panagiotis Vassilopoulos
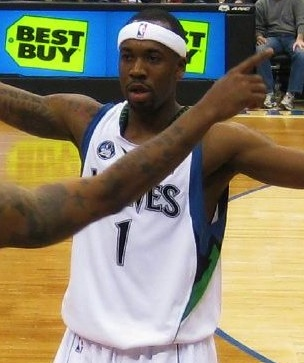
Bobby Brown
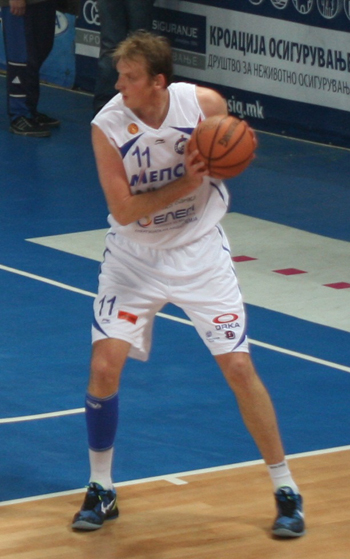
Todor Gecevski
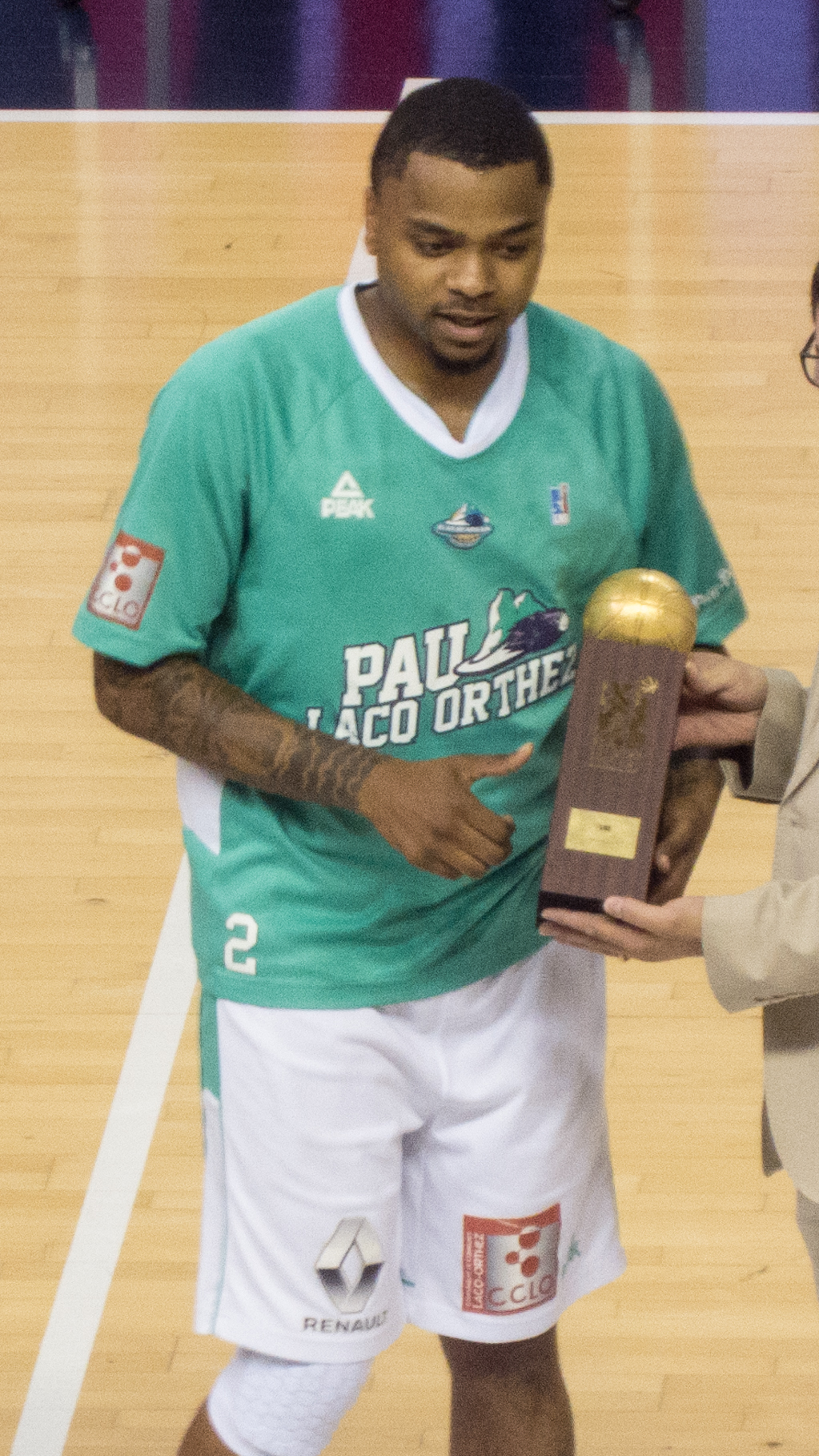
D.J. Cooper
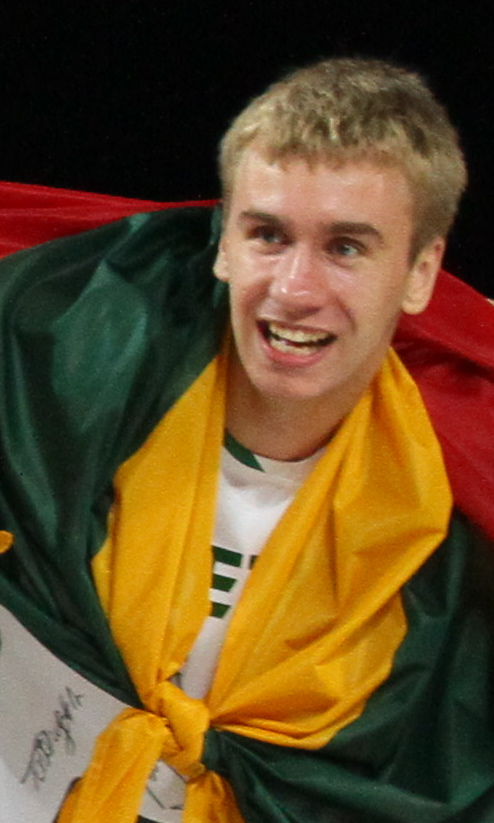
Martynas Andriuskevicius
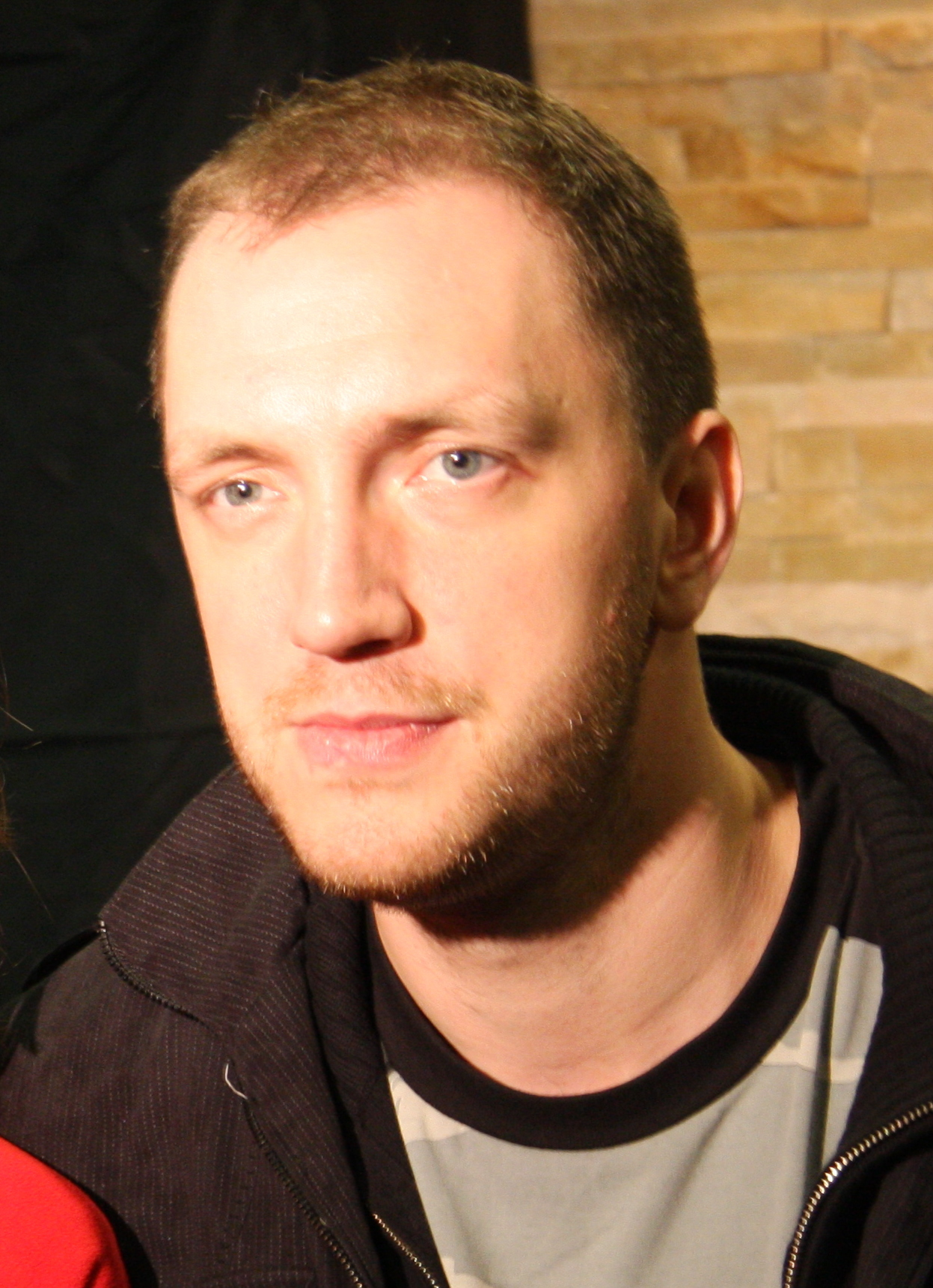
Frederic Weis
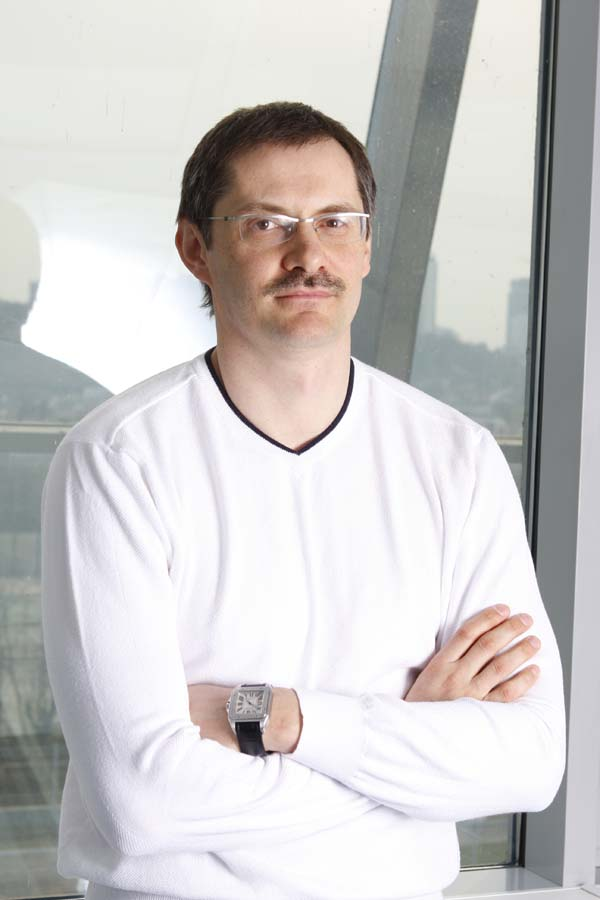
Sergei Basarewitsch
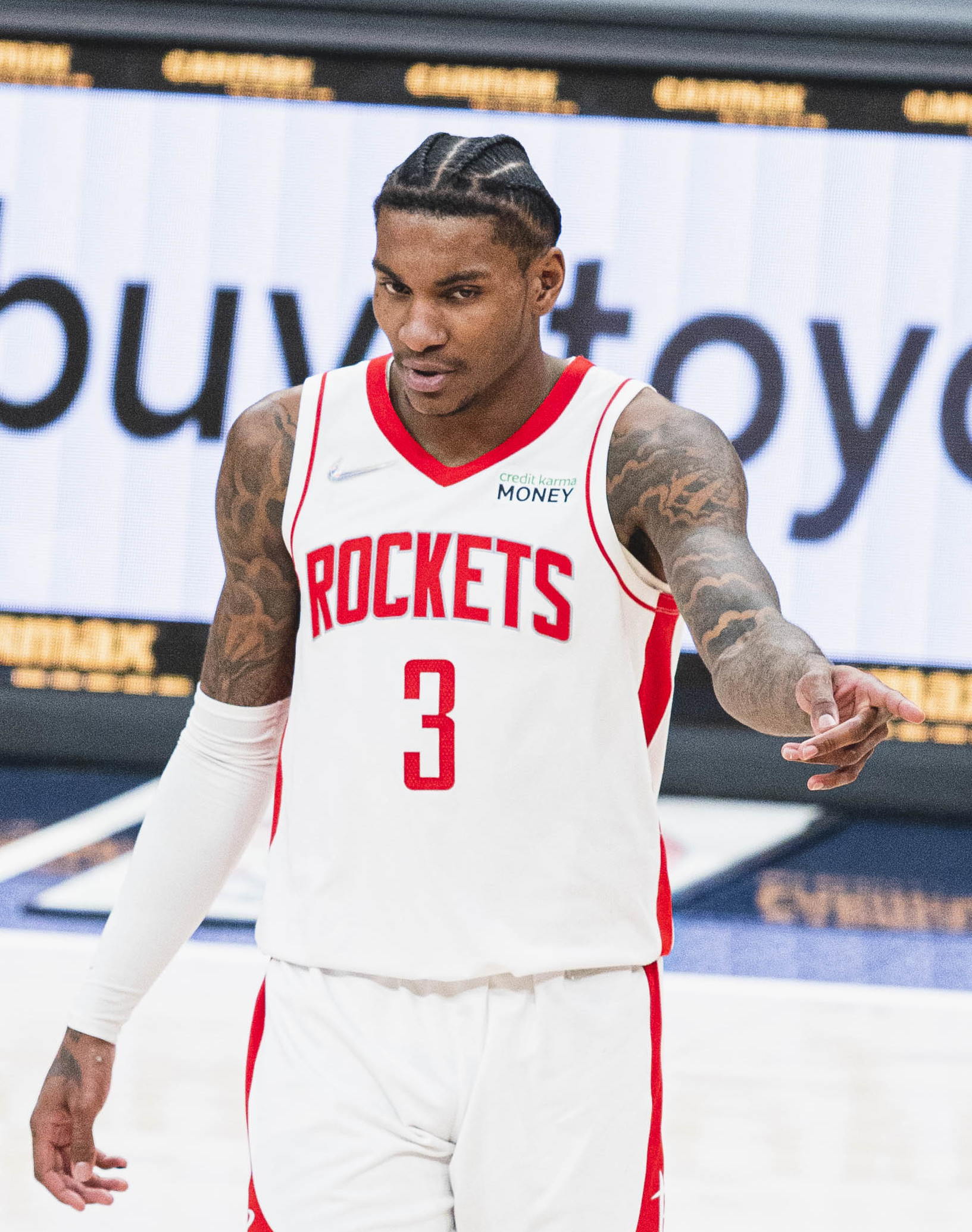
Kevin Porter Jr.

| Griechenland - Panagiotis Fasoulas - John Korfas - Andreas Glyniadakis - Dimitrios Verginis - Nikolaos Boudouris - Dimitris Verginis - Georgios Sigalas - Loukas Mavrokefalidis - Angelos Koronios - Georgios Bogris - Sofoklis Schortsanitis - Kostas Vasileiadis - Nikolaos Pappas - Vasilieos Charalampopoulos - Lazaros Papadopoulos - Dimosthenis Dikoudis - Ioannis Athineou - Nontas Papaantoniou - Panagiotis Vassilopoulos - Dimitris Katsivelis - Georgios Sigalas - Vangelis Mantzaris - Nikolaos Stavropoulos | Europa - Stephan Baeck - Claudio Coldebella - İbrahim Kutluay - Vlado Šćepanović - Blagota Sekulic - Dejan Tomašević - Predrag Drobnjak - Radoslav Nesterovič - Zoran Savic - Milenko Tepic - Branko Milisavljević - Peja Stojaković - Branislav Prelević - Martynas Andriuskevicius - Tomas Delininkaitis - Todor Gecevski - Yannick Franke - Frederic Weis - Sergei Basarewitsch |  | USA / Lateinamerika - Kenny Gregory - William Avery - Marc Antonio Carter - C. J. Watson - Rashad Wright - Wendell Alexis - Rawle Marshall - Scott Skiles - Marcus Goree - Jake Odum - Bobby Brown - Darius Washington - Delaney Rudd - Kevin Porter Jr. - Ken Barlow - Matt Bullard - Clifford Levingston - Michael Jones - Victor Alexander - Thadeus McFadden - Conrad McRae - Kasib Powell - D.J. Cooper - Alton Ford - Phil Goss - Dean Garrett - Lawrence Funderburke - Tracey Murray - Joseph Blair - Rafael Addison - Jerrod Mustaf - Charles Shackleford - Antonny Bonner - Walter Berry - Jose „Piculin“ Ortiz |

### Ewige Scorertabelle des PAOK B.C.
| Platz | Name                 | Spielzeiten in Jahren | Anzahl der Spielzeiten | Spiele | Punkte | Punkte im Durchschnitt |
| ----- | -------------------- | --------------------- | ---------------------- | ------ | ------ | ---------------------- |
| 1.    | Manthos Katsoulis    | 1975–1988             | 14                     | 274    | 5.227  | 19,1                   |
| 2.    | Branislav Prelevic   | 1988–1996, 1999–2000  | 9                      | 226    | 4.365  | 19,3                   |
| 3.    | Panagiotis Fassoulas | 1981–1993             | 12                     | 269    | 3.614  | 13,4                   |
| 4.    | John Korfas          | 1987–1995             | 9                      | 247    | 3.611  | 14,6                   |
| 5.    | Ioannis Politis      | 1973–1985             | 13                     | 289    | 3.225  | 11,1                   |

### Ehrungen und nennenswerte Leistungen
| Nr. | Nat.                 | Name               | Position | Zeit                  | Datum der Ehrung |
| --- | -------------------- | ------------------ | -------- | --------------------- | ---------------- |
| 7   | Serbien Griechenland | Branislav Prelevic | Guard    | 1988–1996 & 1999/2000 | 1. April 2023    |

## Bedeutende oder bekannte ehemalige Trainer

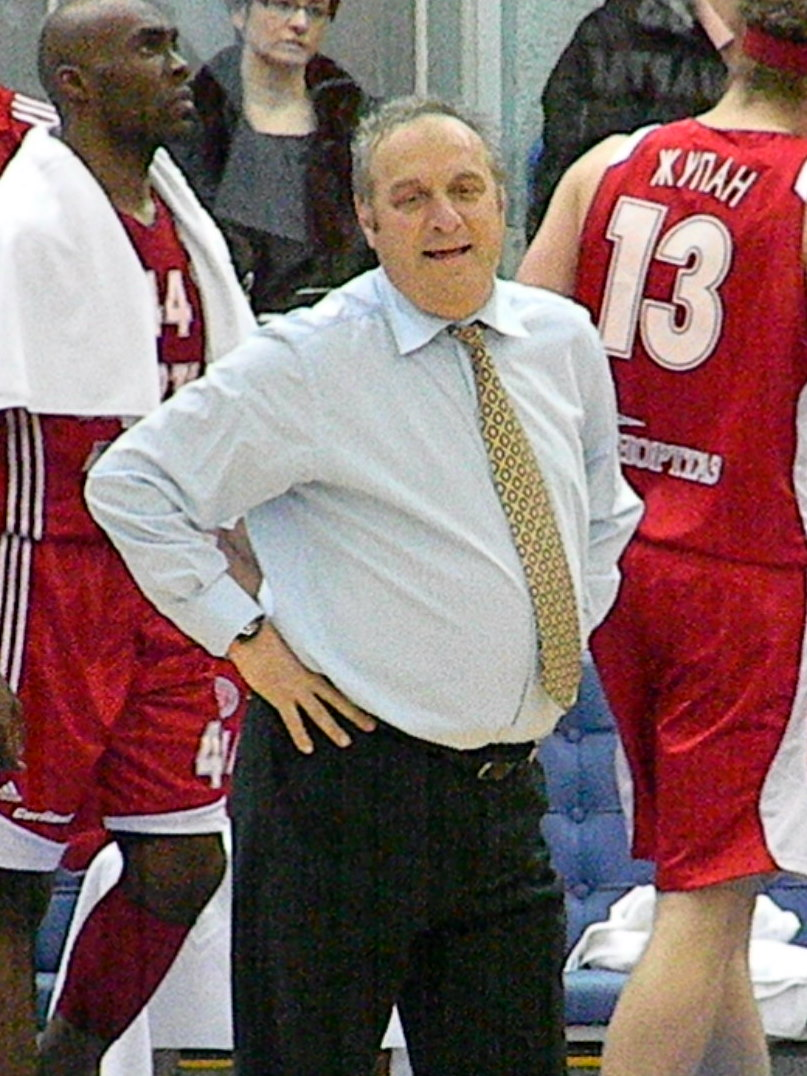
Zvi Sherf
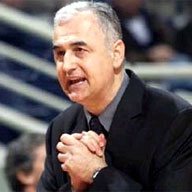
Dragan Sakota
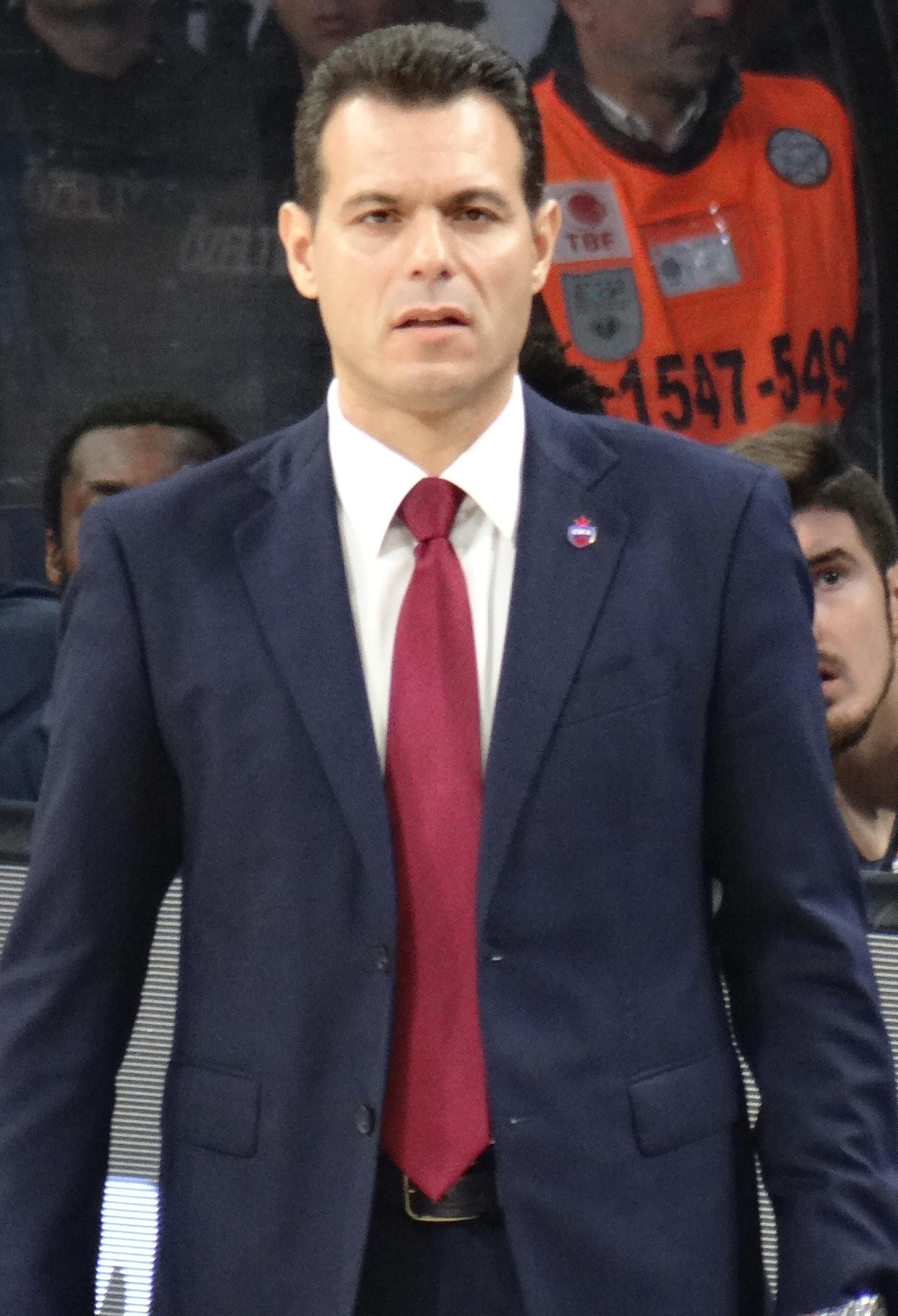
Dimitrios Itoudis
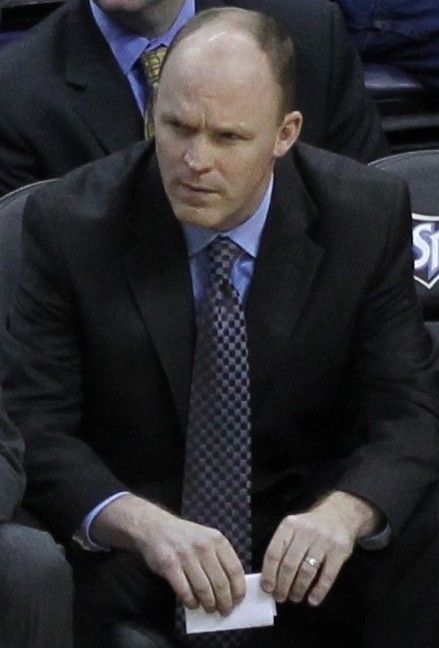
Scott Skiles
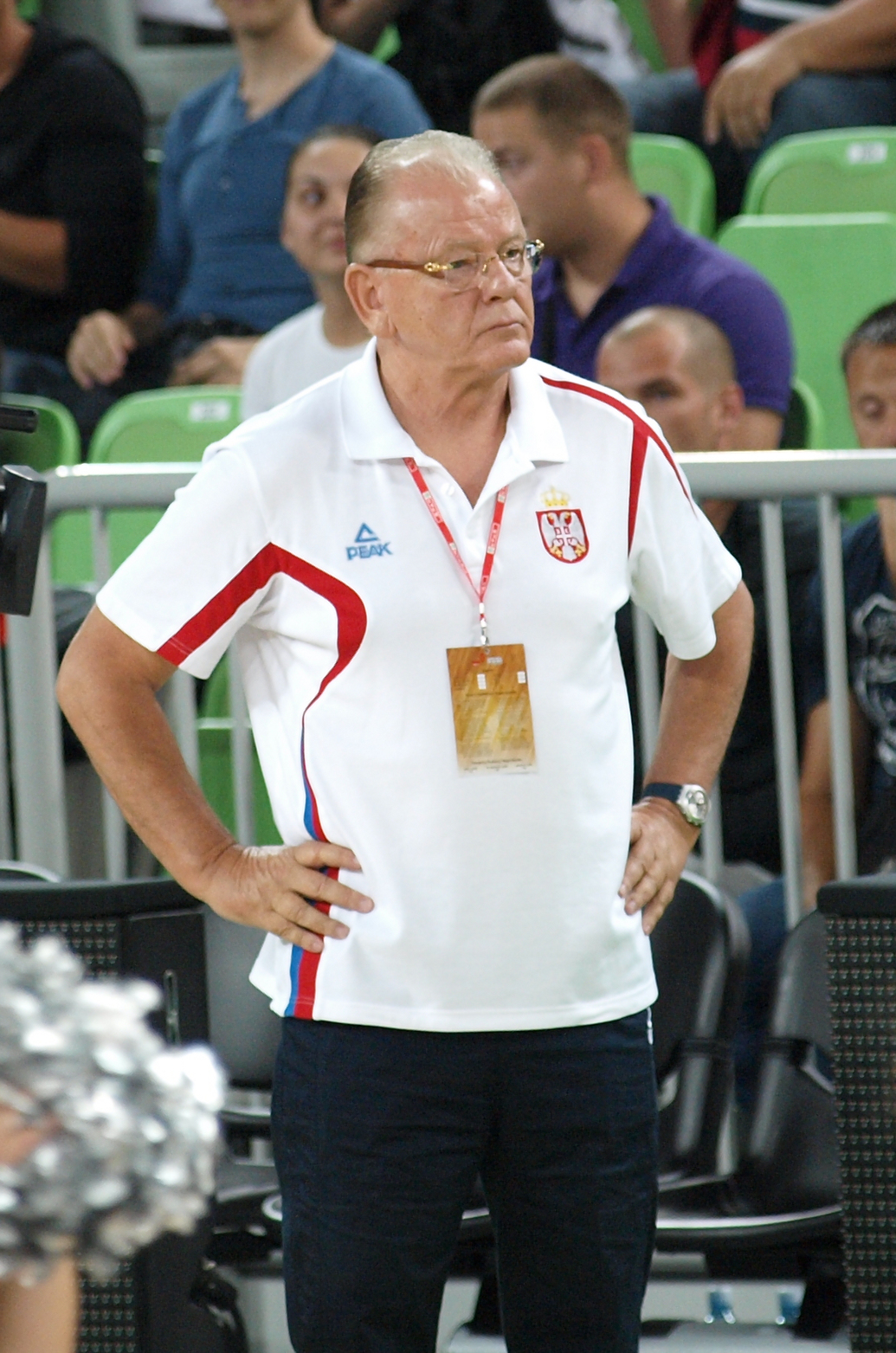
Dusan Ivkovic
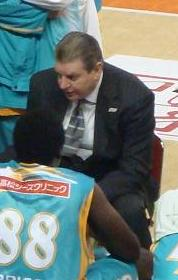
Johnny Neumann

 Anastasios Markopoulos
Markopoulos war in den Jahren 1993/94, 2005/06 und 2009–2017 als Trainer bei PAOK B.C. tätig und damit Rekordtrainer – sowohl bei den Trainerspielzeiten als auch den Spielen. Er hält auch den Rekord der meisten ESAKE-Spiele in der griechischen A1-Basketball-Liga als Trainer mit über 700 Spielen. Unter Markopoulos gewann der Klub den Korac Cup und somit seinen zweiten europäischen Titel.
 Konstantinos Flevarakis
Kostas Flevarakis ist aus der Trainerschmiede des Klubs hervorgegangen. Von 1988 bis 1995 durchlief er sämtliche Jugendabteilungen und war Assistenztrainer der Lizenzspielerabteilung von 1995 bis 1998, bevor dieser in der Saison 1998/99 den Klub als Cheftrainer leiten durfte. In dieser ersten Amtszeit führte er den Klub zum griechischen Pokalsieg. In der Folgesaison sollte Flevarakis wieder Assistenztrainer werden, bevor er dann in der Saison 2000/01 erneut zum Cheftrainer berufen wurde. Seine dritte Amtszeit als Cheftrainer im Klub hatte Flevarakis in der Saison 2007/08. In der Saison 2019/20 sollte Flevarakis vorerst seine letzte Amtszeit als Cheftrainer haben, nachdem er Papatheodorou beerbt hatte.
 Evangelos Alexandris
Evangelos Alexandris war sowohl als Spieler als auch in der Position des Trainers im Klub tätig. Als Spieler holte er den griechischen Pokal mit PAOK B.C. Er hat dem Klub als Trainer in vier verschiedenen Spielzeiten gedient. Die erste Trainersaison war 1995/96, die zweite Spielzeit unter Alexandris war 2001/02. Sein letzter Aufenthalt ging nicht über die ganze Saison hinaus, und so verließ er den Klub mitten in der Spielzeit 2007.
 Dimitrios Itoudis
Itoudis begann seine erfolgreiche Cheftrainer-Laufbahn bei PAOK B.C. Zuerst war Itoudis 1995 als Co-Trainer im Klub beschäftigt, bevor er dann im Jahr 1996 den Posten des Cheftrainers übernahm. Damit ist PAOK B.C. seine erste Cheftrainer-Tätigkeit. Dimitrios Itoudis saß als Trainer von ZSKA Moskau im Freundschaftsspiel zur 90-Jahr-Feier auf der Trainerbank.
 Dušan Ivković

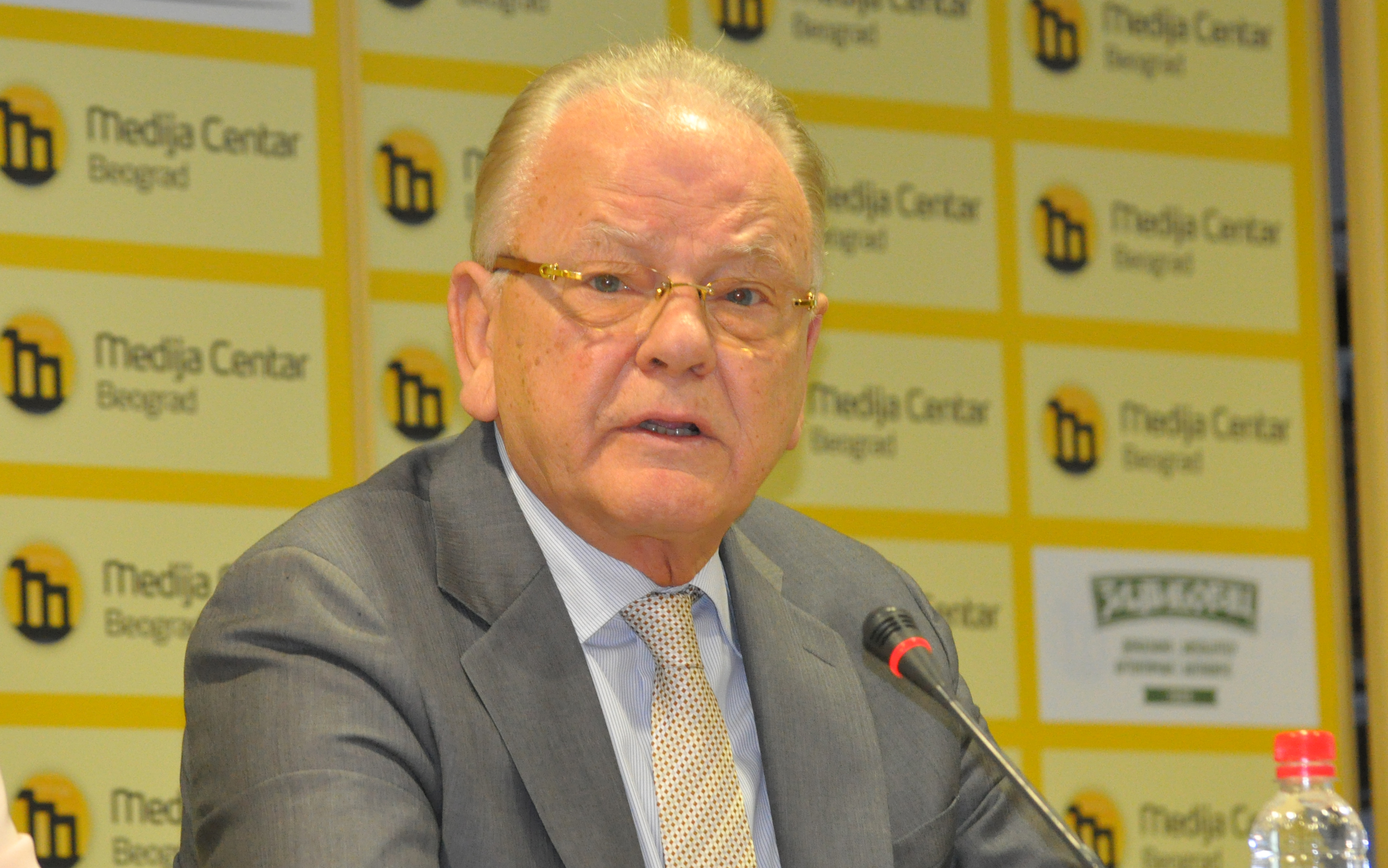
Dusan Ivkovic wurde mit PAOK B.C. griechischer Meister 1992

Dusan Ivkovic führte PAOK B.C. zur griechischen Meisterschaft 1992. Weiterhin konnte Dusan Ivkovic in seinem zweijährigen Wirken im Klub sowohl auf den Finaleinzug des Pokals der Pokalsieger desselben Jahres verweisen als auch auf den dritten Platz des Landesmeisterwettbewerbs der FIBA im Final Four von Piräus im Jahr 1993. Demnach konnte er als erfolgreichster Trainer der Klubgeschichte bezeichnet werden. Dusan Ivkovic war von 1991 bis 1994 Trainer von PAOK B.C. Zur 90-Jahr-Feier des Klubs im Jahr 2016 war Ivkovic eingeladener Ehrengast.
 Dragan Sakota
Der Serbe Dragan Sakota führte den Klub zum Pokal der Pokalsieger der FIBA im Jahr 1991.Dragan Sakota hatte zwei Amtszeiten im Klub. In der Saison 1990/91 und in der Saison 1994/95 war er Cheftrainer von PAOK B.C. Zugleich stellte PAOK B.C. seine erste Trainerstation außerhalb des ehemaligen Jugoslawiens dar. Der in Belgrad geborene Trainer besitzt mittlerweile die serbische und die griechische Staatsbürgerschaft.
 Scott Skiles
Der Amerikaner Scott Skiles war sowohl als Spieler als auch in der Position des Trainers für den Klub tätig. In der Saison 1996/97 übernahm er als Spieler den Trainerposten. Skiles führte seine Karriere als Trainer dann in der NBA fort.
 Konstantinos Politis
Konstantinos Politis war sowohl als Spieler als auch in der Position des Trainers im Klub aktiv. Mit dem Klub erreichte er 1989 und 1990 das griechische Pokalfinale, musste sich jedoch beide Male dem Stadt- und Erzrivalen Aris Thessaloniki geschlagen geben. Im Jahr 1991 gelang ihm zwar zum dritten Mal in Folge, PAOK ins Finale zu führen, jedoch musste er sich ein weiteres Mal, diesmal gegen Panionios Athen, geschlagen geben.
 Massimo Cancellieri
Der italienische Coach schaffte es in seiner ersten und einzigen Saison 2024/25, den Klub in ein europäisches Finale zu bringen, was ihn bei den Fans sehr beliebt gemacht hat.
 Johnny Neumann
Im Sommer 1987 übernahm Johnny Neumann das Traineramt bei PAOK B.C. und führte den Klub in die Finalserie um die griechische Meisterschaft. Die zweite Saison als Cheftrainer konnte Neumann nicht zu Ende bringen. In einem Spiel gegen Roter Stern Belgrad wurde Neumann gegenüber einem Schiedsrichter handgreiflich und wurde von der FIBA für zwei Jahre gesperrt. Im Jahr 2019 verstarb der Amerikaner im Alter von 68 Jahren.
 Ilias Papatheodorou
Für zwei Spielzeiten konnte der damals junge Trainer mit seiner Spielidee den Klub im Jahr 2019 nach 20 Jahren zum Pokalfinale führen.
 Zvi Sherf
Von 1997 bis 1999 war der Israeli Zvi Sherf, Cheftrainer des Klubs.